# マツコの知らない世界
『マツコの知らない世界』（マツコのしらないせかい）は、TBS系列で2011年10月から放送されているトークバラエティ番組であり、司会を務めるマツコ・デラックスの冠番組。当初は金曜深夜の放送であり2013年9月20日の30分拡大スペシャルをもって番組は一度終了したが、2014年10月14日より火曜日のゴールデンタイム帯にて再開された。

## 概要
2011年10月22日未明（21日深夜）に放送開始。マツコ・デラックスが毎回登場するある世界に人生を捧げたスペシャリストとトークを繰り広げる。ゲストは原則として芸能人や研究者、専門家ではなく趣味が高じて草の根的に活動を行う一般人で、自らの得意ジャンルやはまっているものをマツコに紹介・プレゼンをするというもの。2013年9月20日の30分拡大スペシャルをもって番組は一度終了したが、1年後の2014年10月14日より毎週火曜日 21:00 - 21:54（JST）の時間帯にて、ゴールデンタイム昇格の形として放送が再開された。それに伴い、番組の音声モードもモノラルからステレオに変更されている。
オープニング及び話が切り替わる際に使われている曲はリンダ・スコットの「星に語れば（英語版）」で、これは深夜時代・ゴールデン時代で共通したもの。深夜時代のみエンディング・テーマがあり、スタッフ・ロールが流れる際に「番組情報宣伝ガール」が番組情報を案内している。
番組の特色として、話が切り替わりする際に効果音と共に突然画面がブラックアウトしたり、フィルム作品再生時に現れる効果の再現、番組の見所をDVDの再生画面のチャプター形式で紹介し、実際にボタンが選択され、次の話が開始されるなどの演出が深夜時代より一貫して行われている。ゴールデンタイム移行後は、玄田哲章のナレーションによるテーマ紹介が追加され、事務所に所属して芸能活動を行っている人物をゲストに招く例が多くなった。番組の収録はTBSテレビのメインスタジオが諸事情で使用できず、『はなまるマーケット』（現在では、『あさチャン!』・『ひるおび』）などの情報番組で使われるスタジオで収録されている。第24回では初めてスタジオを飛び出し、六本木ヒルズ森タワー地上約180mから収録を行い、ゴールデン昇格後の2時間スペシャルでは築地でのロケを敢行している。
番組内で紹介された商品などが放送日以降、急激に売り上げを伸ばす傾向がうかがえ、番組の経済効果は推定10億円と試算されていると報じられている。
2016年4月12日より3分繰り上げ・9分拡大し、20:57 - 22:00の放送となった。これに伴い、直後の『火曜ドラマ』との接続はステブレレスに変更された。2017年10月より、TBSテレビはフライングスタートを行わない方針になったが、当番組は変わらず20:57放送開始のままとなり、2024年4月からは放送開始を2分繰り上げて20:55とする回が多くなっている。当初から他の曜日と違い、改編期以外での番組休止、または拡大版は基本的に行われていない。
2022年10月からは解説放送を実施している。
2024年12月に「中居正広の金曜日のスマイルたちへ」が終了したことで、深夜時代を含めるとTBSのゴールデン・プライムタイムで放送中のバラエティ番組で最長寿となった。
特番
深夜時代で2回ゴールデンでのスペシャル特番が放送されており、2012年10月5日の21:00 - 22:48には「食欲の秋 2時間SP」、2013年4月5日の21:00 - 22:48には「春の新生活 〜物欲が止まらない2時間SP」を放送している。
2015年1月6日の21:00 - 22:48には「食欲の“冬”SP」を2時間放送し視聴率14.3%（ビデオリサーチ調べ、関東地区・世帯。以下略）を記録、2015年2月17日には初の20:00開始で21:54まで拡大2時間SPを放送し、番組最高の14.5%を記録するなど好調を維持している。
2015年3月24日の21:00 - 22:48の「春満開!マニアも満開 2時間SP」では、セブン-イレブンの世界で紹介された一部商品が放送前（※3/4 - 10）比2〜3倍以上の売り上げを記録した。
2016年12月28日0:10 - 1:40（27日深夜）に一部地域（同時ネットは10局）で、「マツコの知らなすぎる世界」が放送された。ナレーションはYOU。
2020年から1月3日の新春特番として6年連続で放送されている。2020年と2025年は金曜日、2021年は日曜日、2022年は月曜日、2024年は水曜日に放送されていたが、2023年は従来通り火曜日。

## 放送リスト

### 金曜深夜時代

#### 2011年
| 回 | 放送日   | 企画                       | ゲスト                     |
| -- | -------- | -------------------------- | -------------------------- |
| 1  | 10月22日 | 手ごわかった人ランキング   | 吉田豪                     |
| 2  | 10月29日 | 手ごわかった人ランキング   | 吉田豪                     |
| 3  | 11月5日  | アイドルの楽しみ方         | 宇多丸                     |
| 4  | 11月12日 | 裁判傍聴 即席麺            | 阿曽山大噴火 大山即席斎    |
| 5  | 11月19日 | 裁判傍聴 即席麺            | 阿曽山大噴火 大山即席斎    |
| 6  | 11月26日 | インスタントラーメンの世界 | 大山即席斎                 |
| 7  | 12月3日  | 駅めぐりの世界             | 横見浩彦                   |
| 8  | 12月10日 | 怪奇現象の真実             | 山口敏太郎                 |
| 9  | 12月17日 | 小学校のお受験事情         | 石井至                     |
| 10 | 12月24日 | 佐川急便の世界             | 佐川急便イケメンドライバー |

#### 2012年
| 回  | 放送日   | 企画                             | ゲスト              |
| --- | -------- | -------------------------------- | ------------------- |
| 11  | 1月7日   | 缶詰の世界                       | 黒川勇人            |
| 12  | 1月14日  | 刑務所の世界                     | 本間龍              |
| 13  | 1月21日  | ハリウッドセレブの世界           | コトブキツカサ      |
| 14  | 1月28日  | 路線バスの世界                   | 宮津嶺              |
| 15  | 2月4日   | 傭兵の世界                       | 高部正樹            |
| 16  | 2月11日  | 就職活動の世界                   | 森吉弘              |
| 17  | 2月18日  | 文房具の世界                     | 高畑正幸            |
| 18  | 2月25日  | 絵本の世界                       | 広松由希子          |
| 19  | 3月3日   | 絵本の世界                       | 広松由希子          |
| 20  | 3月10日  | 選挙の世界                       | 井上和子            |
| 21  | 3月17日  | レゴブロックの世界               | 三井淳平            |
| 22  | 3月24日  | レゴブロックの世界               | 三井淳平            |
| 23  | 3月31日  | 仏像の世界                       | 宮澤やすみ          |
| 24  | 4月14日  | ジオラマの世界                   | 宮澤雅文            |
| 25  | 4月21日  | 駅そばの世界                     | 鈴木弘毅            |
| 26  | 4月28日  | 資格の世界                       | 中村一樹            |
| 27  | 5月5日   | 間取りの世界                     | 佐藤和歌子          |
| 28  | 5月12日  | ロボットの世界                   | 高橋智隆            |
| 29  | 5月19日  | TVゲームの世界                   | 長田英樹            |
| 30  | 5月26日  | レトルトカレーの世界             | 井上岳久            |
| 31  | 6月23日  | 銭湯の世界                       | 町田忍              |
| 32  | 6月30日  | 自動販売機の世界                 | 野村誠              |
| 33  | 7月7日   | イケ男＆イケ飯おかわりSP         |                     |
| 34  | 7月22日  | コンビニアイスの世界             | アイスマン福留      |
| 35  | 7月28日  | コンビニアイスの世界             | アイスマン福留      |
| 36  | 8月4日   | 間取りの世界・マツコの新居内見SP | 中田早耶            |
| 37  | 8月11日  | 間取りの世界・マツコの新居内見SP | 中田早耶            |
| 38  | 9月1日   | ボディビルの世界                 | 清水恵理子          |
| 39  | 9月8日   | ボディビルの世界                 | 清水恵理子          |
| 40  | 9月15日  | 学食の世界                       | 唐沢明              |
| SP1 | 10月5日  | 冷凍食品の世界                   | 西川剛史            |
| SP1 | 10月5日  | インスタント麺の世界             | 大山即席斎          |
| SP1 | 10月5日  | 焼き鳥の世界                     | はんつ遠藤 黒川勇人 |
| 42  | 10月13日 | ポイントカードの世界             | 菊地崇仁            |
| 43  | 10月20日 | から揚げの世界                   | 安久鉃兵            |
| 44  | 10月27日 | 調味料の世界                     | 水島弘史            |
| 45  | 11月3日  | トイレの世界                     | 白倉正子            |
| 46  | 11月10日 | カラオケの世界                   | 唯野奈津実          |
| 47  | 11月17日 | カラオケの世界                   | 唯野奈津実          |
| 48  | 11月24日 | 少女マンガの世界                 | 和久井香菜子        |
| 49  | 12月1日  | コーラの世界                     | 中本晋輔            |
| 50  | 12月8日  | 団地の世界                       | 大山顕              |
| 51  | 12月15日 | カジノの世界                     | 大岩根成悦          |
| 52  | 12月22日 | 禁断の女子会 クリスマスSP        |                     |

#### 2013年
| 回  | 放送日  | 企画                                       | ゲスト           |
| --- | ------- | ------------------------------------------ | ---------------- |
| 53  | 1月12日 | ダムの世界                                 | 萩原雅紀         |
| 54  | 1月19日 | ミニカーの世界                             | 加藤博人         |
| 55  | 1月26日 | スタントマンの世界                         | 谷垣健治         |
| 56  | 2月2日  | スーパーマーケットの世界                   | 菅原佳己         |
| 57  | 2月9日  | 官僚の世界                                 | 岸博幸           |
| 58  | 2月16日 | 耳かきの世界                               | 保延知佐子       |
| 59  | 2月23日 | 宇宙セールスマンの世界                     | 岩本裕之         |
| 60  | 3月2日  | 名刺の世界                                 | 福田剛大         |
| 61  | 3月9日  | トラックドライバーの世界                   | 大森貴子         |
| 62  | 3月16日 | 総集編                                     |                  |
| 63  | 3月30日 | 地図の世界                                 | 今尾恵介         |
| SP2 | 4月5日  | スーパーマーケットの世界                   | 菅原佳己         |
| SP2 | 4月5日  | 金ゴールドの世界                           | 池田収           |
| SP2 | 4月5日  | キッチン家電の世界                         | 神原サリー       |
| SP2 | 4月5日  | 文房具の世界                               | 高畑正幸         |
| 65  | 4月20日 | 全部未公開 まだまだとまらない物欲SP        |                  |
| 66  | 4月27日 | 劇団四季の世界                             | 青山弥生         |
| 67  | 5月4日  | デアゴスティーニの世界                     | 川口晋吾         |
| 68  | 5月11日 | ギネスワールドレコーズの世界               | 石川佳織         |
| 69  | 5月18日 | 馬主の世界                                 | 下河辺行雄       |
| 70  | 5月25日 | 重機の世界                                 | 土田健一郎       |
| 71  | 6月8日  | バッティングセンターの世界                 | 吉岡雅史         |
| 72  | 6月15日 | 離島の世界                                 | 加藤庸二         |
| 73  | 6月22日 | タクシードライバーの世界                   | 竹内謙一         |
| 74  | 6月29日 | 裁判官の世界                               | 山室惠           |
| 75  | 7月13日 | 歯ブラシの世界                             | 酒向淳           |
| 76  | 7月20日 | ナポリタンの世界                           | イートナポ       |
| 77  | 7月27日 | イヤホンの世界                             | 岡田卓也         |
| 78  | 8月3日  | 金魚の世界                                 | 川田洋之助       |
| 79  | 8月10日 | プラントハンターの世界                     | 西畠清順         |
| 80  | 8月31日 | バレエダンサーの世界                       | 三木雄馬         |
| 81  | 9月7日  | 剣道の世界                                 | 菅原小織         |
| 82  | 9月14日 | 辞書の世界                                 | サンキュータツオ |
| 83  | 9月21日 | みなさん“さようなら”SP・プロキャディの世界 | 新岡隆三郎 ほか  |

### 火曜ゴールデンタイム時代

#### 2014年
| 回 | 放送日   | 企画                     | ゲスト            |
| -- | -------- | ------------------------ | ----------------- |
| 1  | 10月14日 | 予備校の世界             | 林修              |
| 1  | 10月14日 | フリーズドライの世界     | 島村雅人          |
| 1  | 10月14日 | プリンの世界             | 濱口竜平          |
| 2  | 10月21日 | 植物油の世界             | 長友姫世          |
| 2  | 10月21日 | 天気予報の世界           | 猪熊隆之          |
| 3  | 10月28日 | ハイヒールの世界         | マダム由美子      |
| 3  | 10月28日 | 七味唐辛子の世界         | 室賀豊            |
| 4  | 11月4日  | 社交ダンスの世界         | 織田慶治 渡辺理子 |
| 5  | 11月11日 | チーズの世界             | 梶田泉            |
| 5  | 11月11日 | トイレットペーパーの世界 | 十河利光          |
| 6  | 11月25日 | ドレッシングの世界       | 松田智華          |
| 6  | 11月25日 | ドラッグストアの世界     | 田中浩幸          |
| 7  | 12月2日  | フィギュアスケートの世界 | 伊藤みどり        |
| 7  | 12月2日  | 手帳の世界               | 舘神龍彦          |
| 8  | 12月9日  | おでんの世界             | 柳生九兵衛        |
| 8  | 12月9日  | マスクの世界             | 飯田裕貴子        |
| 9  | 12月16日 | 女性アナウンサーの世界   | 吉川美代子        |
| 9  | 12月16日 | 燻製の世界               | 桒田彰            |

#### 2015年
| 回 | 放送日   | 企画                             | ゲスト                                                           |
| -- | -------- | -------------------------------- | ---------------------------------------------------------------- |
| 10 | 1月6日   | 餃子の世界                       | 塚田亮一                                                         |
| 10 | 1月6日   | 築地の世界                       | つきじろう＆なべひろ                                             |
| 10 | 1月6日   | パンケーキの世界                 | 富山由紀子                                                       |
| 11 | 1月13日  | 映画字幕の世界                   | 戸田奈津子                                                       |
| 11 | 1月13日  | 漬物の世界                       | 小村美香                                                         |
| 12 | 1月20日  | 加湿器の世界                     | 藤山哲人                                                         |
| 12 | 1月20日  | 靴下の世界                       | 小俣洋海                                                         |
| 13 | 1月27日  | 振り付けの世界                   | 三浦亨                                                           |
| 13 | 1月27日  | キッチングッズの世界             | 植田尚子                                                         |
| 14 | 2月3日   | 生姜の世界                       | 矢島幸一                                                         |
| 14 | 2月3日   | 図鑑の世界                       | 斎木健一                                                         |
| 15 | 2月10日  | デパートチョコレートの世界       | 市川歩美                                                         |
| 15 | 2月10日  | 洗濯もの干しの世界               | 佐藤慶子                                                         |
| 16 | 2月17日  | 美味しい魚の世界                 | さかなクン                                                       |
| 16 | 2月17日  | 室内ペットの世界                 | 北村まゆみ                                                       |
| 16 | 2月17日  | 食品サンプルの世界               | 小幡晃子                                                         |
| 17 | 3月3日   | 牛乳の世界                       | 小山浩子                                                         |
| 17 | 3月3日   | プリントシール機の世界           | 大賀彩貴・彩絵                                                   |
| 18 | 3月10日  | ポテトチップスの世界             | 松林千宏                                                         |
| 18 | 3月10日  | ゴミ箱の世界                     | 森田喜博                                                         |
| 19 | 3月17日  | 特殊メイクの世界                 | JIRO                                                             |
| 19 | 3月17日  | メガネの世界                     | 伊藤美玲                                                         |
| 20 | 3月24日  | 漫談家の世界                     | 綾小路きみまろ                                                   |
| 20 | 3月24日  | セブン-イレブンの世界            | 吉岡秀子                                                         |
| 20 | 3月24日  | おもしろ消しゴムの世界           | まゆぷ〜                                                         |
| 21 | 4月14日  | ボイストレーニングの世界         | 亀渕友香                                                         |
| 21 | 4月14日  | ガチャガチャの世界               | 坂上                                                             |
| 22 | 4月21日  | 大人コーディネートの世界         | 萬田久子                                                         |
| 23 | 4月28日  | 山菜の世界                       | 荻田毅                                                           |
| 23 | 4月28日  | 懐中電灯の世界                   | 飯塚大介                                                         |
| 24 | 5月5日   | 大食いの世界                     | 小林尊                                                           |
| 25 | 5月12日  | お弁当の世界                     | 野上優佳子                                                       |
| 25 | 5月12日  | クラシック作曲家の世界           | 生沼晴嗣・朋子                                                   |
| 26 | 5月19日  | 記憶力の世界                     | 池田義博                                                         |
| 26 | 5月19日  | 家庭菜園の世界                   | 深町貴子                                                         |
| 27 | 5月26日  | マヨネーズの世界                 | スーさん                                                         |
| 27 | 5月26日  | ボールペンの世界                 | 納富廉邦                                                         |
| 28 | 6月2日   | コロッケの世界                   | 藤井幸大                                                         |
| 28 | 6月2日   | チアリーダーの世界               | 齋藤佳子                                                         |
| 29 | 6月9日   | 扇風機の世界                     | 藤山哲人                                                         |
| 29 | 6月9日   | 写真集の世界                     | 伊藤沙帆                                                         |
| 30 | 6月16日  | デリバリーピザの世界             | 山本尚徳                                                         |
| 31 | 7月7日   | スニーカーの世界                 | 国井栄之                                                         |
| 31 | 7月7日   | ママチャリの世界                 | 疋田智                                                           |
| 32 | 7月14日  | かき氷の世界                     | 原田麻子                                                         |
| 32 | 7月14日  | 観葉植物の世界                   | 杉山拓巳                                                         |
| 33 | 7月21日  | イタリアの世界                   | アドリアーナ・ヴァッローネ アンドレア・チヴィレ カルロ・コリニー |
| 33 | 7月21日  | 世界のイケメンの世界             | 窪咲子                                                           |
| 34 | 7月28日  | テニスの世界                     | 松岡修造                                                         |
| 35 | 8月4日   | 駅弁の世界                       | 櫻井寛                                                           |
| 36 | 8月11日  | 立ち食いそば屋の世界             | イトウエルマ                                                     |
| 36 | 8月11日  | UFOビジネスの世界                | 山口敏太郎                                                       |
| 37 | 8月18日  | マラソンの世界                   | 増田明美                                                         |
| 37 | 8月18日  | お守りの世界                     | 中津川昌弘                                                       |
| 38 | 9月1日   | フルーツの世界                   | 中野瑞樹                                                         |
| 38 | 9月1日   | ボウリングの世界                 | 芦川和義                                                         |
| 39 | 9月15日  | アクアリウムの世界               | 志藤範行                                                         |
| 39 | 9月15日  | 照明の世界                       | 東海林弘靖                                                       |
| 40 | 9月22日  | シンクロナイズドスイミングの世界 | 木村真野 木村紗野                                                |
| 41 | 10月6日  | ハンバーグの世界                 | 五島鉄平                                                         |
| 41 | 10月6日  | グルメリポーターの世界           | タージン 石井雅子 竹島久美子 常盤よしこ スイーツ☆マッスル        |
| 41 | 10月6日  | シュークリームの世界             | ニコラ・シャール                                                 |
| 42 | 10月13日 | 温泉の世界                       | 高田和明 高田彩朱                                                |
| 43 | 10月20日 | ホットサンドの世界               | 大林千茱萸                                                       |
| 43 | 10月20日 | プラモデルの世界                 | 荻野ゆか                                                         |
| 44 | 10月27日 | 豪華客船の世界                   | 上田寿美子                                                       |
| 44 | 10月27日 | ナッツの世界                     | Jewels                                                           |
| 45 | 11月10日 | お弁当おかずの世界               | 野上優佳子                                                       |
| 45 | 11月10日 | リカちゃん人形の世界             | 広瀬和哉                                                         |
| 46 | 11月17日 | 板橋チャーハンの世界             | 山本晋                                                           |
| 46 | 11月17日 | 顔ハメ看板の世界                 | 浅見通彦                                                         |
| 47 | 11月24日 | フリークライミングの世界         | 尾川智子                                                         |
| 47 | 11月24日 | ボディコントロールの世界         | 武井壮                                                           |
| 48 | 12月1日  | クリスマスケーキの世界           | 平岩理緒                                                         |
| 48 | 12月1日  | クレーンゲームの世界             | 中村秀夫・綾子                                                   |
| 49 | 12月8日  | お歳暮の世界                     | 毎熊圭一郎 藤原直 渡邉博文 桑原慎太郎                            |
| 49 | 12月8日  | 靴磨きの世界                     | 飯野高広                                                         |
| 50 | 12月15日 | 癒しネコの世界                   | 石原さくら                                                       |
| 50 | 12月15日 | カレーうどんの世界               | 井上岳久                                                         |
| 50 | 12月15日 | 冬アイスの世界                   | アイスマン福留                                                   |

#### 2016年
| 回   | 放送日   | 企画                           | ゲスト                                                 |
| ---- | -------- | ------------------------------ | ------------------------------------------------------ |
| 51   | 1月12日  | フライドチキンの世界           | 田辺晋太郎                                             |
| 51   | 1月12日  | チョコレートの世界             | 楠田枝里子                                             |
| 51   | 1月12日  | 渋谷駅の世界                   | 田村圭介                                               |
| 52   | 1月19日  | 文房具の世界                   | 菅未里                                                 |
| 52   | 1月19日  | エレキギターの世界             | 野村義男                                               |
| 53   | 1月26日  | 鍋の素の世界                   | 安井レイコ                                             |
| 53   | 1月26日  | イヤホンの世界                 | 岡田卓也                                               |
| 54   | 2月2日   | 埼玉スイーツの世界             | 平岩理緒                                               |
| 54   | 2月2日   | UMAビジネスの世界              | 山口敏太郎                                             |
| 55   | 2月9日   | 秋葉原ランチの世界             | 浅野さん                                               |
| 55   | 2月9日   | 耳栓の世界                     | 遠藤諭                                                 |
| 56   | 2月16日  | ポテトサラダの世界             | 石橋清一                                               |
| 56   | 2月16日  | ミニチュアの世界               | 星南子                                                 |
| 57   | 2月23日  | ロボット掃除機の世界           | 藤山哲人                                               |
| 57   | 2月23日  | 卒業ソングの世界               | 冨田明宏                                               |
| 58   | 3月1日   | イチゴの世界                   | 野山苺摘                                               |
| 58   | 3月1日   | うさぎ暮らしの世界             | 町田修                                                 |
| 59   | 3月15日  | 純喫茶グルメの世界             | 難波里奈 石井正則                                      |
| 59   | 3月15日  | 腹話術の世界                   | いっこく堂                                             |
| 59   | 3月15日  | 体感ゲームの世界               | おくむらなつこ                                         |
| 60   | 4月12日  | グミの世界                     | 武者慶佑                                               |
| 60   | 4月12日  | ひとりキャンプの世界           | こいしゆうか                                           |
| 61   | 4月19日  | 春のお弁当の世界               | 野上優佳子                                             |
| 61   | 4月19日  | お絵かきの世界                 | 水森亜土                                               |
| 61   | 4月19日  | 春の文房具の世界               | 菅未里                                                 |
| 62   | 4月26日  | カレーパンの世界               | 佐藤絵里                                               |
| 62   | 4月26日  | レゴの世界                     | 三井淳平                                               |
| 63   | 5月3日   | 大食いの世界                   | 小林尊 赤阪尊子 新井和響 ジャイアント白田 マイケル高橋 |
| 63   | 5月3日   | 豪華列車の世界                 | 櫻井寛                                                 |
| 64   | 5月10日  | 東京駅サンドイッチの世界       | 福地寧子                                               |
| 64   | 5月10日  | テディベアの世界               | 吉川照美                                               |
| 65   | 5月24日  | なつかしオムライスの世界       | 向島直樹                                               |
| 65   | 5月24日  | マトリョーシカの世界           | 砂川小夜 小我野明子                                    |
| 66   | 5月31日  | ビニール傘の世界               | 下村雅則                                               |
| 66   | 5月31日  | 冷凍食品の世界                 | 山本純子                                               |
| 67   | 6月7日   | ヘッドホンの世界               | 岡田卓也                                               |
| 67   | 6月7日   | ほぐし家電の世界               | 神原サリー                                             |
| 68   | 6月14日  | ぶらり羽田空港の世界           | 片山智香子                                             |
| 68   | 6月14日  | 風鈴の世界                     | 土田義郎                                               |
| 69   | 7月12日  | 心霊ビジネスの世界             | 山口敏太郎                                             |
| 69   | 7月12日  | ビーチサンダルの世界           | 今村正人                                               |
| 70   | 7月19日  | 3大CMホテルの世界              | 瀧澤信秋                                               |
| 70   | 7月19日  | 冷んやりグッズの世界           | 横川鼓弓                                               |
| 71   | 7月26日  | 豪華客船の世界                 | 上田寿美子                                             |
| 71   | 7月26日  | 水鉄砲の世界                   | 横川鼓弓                                               |
| 72   | 8月2日   | 人と差がつく手土産の世界       | 真野知子                                               |
| 72   | 8月2日   | おろし金の世界                 | 横川鼓弓                                               |
| 73   | 8月9日   | ローラのクローゼットの世界     | ローラ                                                 |
| 74   | 8月23日  | イントロクイズの世界           | 藤田太郎                                               |
| 74   | 8月23日  | 地サイダーの世界               | 清水りょうこ                                           |
| 75   | 8月30日  | プチプラ雑貨の世界             | 森井ユカ                                               |
| 75   | 8月30日  | 自撮りグッズの世界             | 生駒幸恵                                               |
| 76   | 9月6日   | いなり寿司の世界               | 坂梨カズ                                               |
| 76   | 9月6日   | バスグッズの世界               | 松永武                                                 |
| 77   | 9月13日  | はとバスの世界                 | 長谷井由紀子 佐藤美由紀                                |
| 77   | 9月13日  | 似顔絵の世界                   | 荒川香織                                               |
| 78   | 9月20日  | スマホケースの世界             | 弓月ひろみ                                             |
| 78   | 9月20日  | モンチッチの世界               | 吉岡一成                                               |
| 79   | 9月27日  | コンビニ和菓子の世界           | 中原陽一                                               |
| 79   | 9月27日  | 横浜中華街の世界               | 藤竜也                                                 |
| 79   | 9月27日  | キュンキュンするプロレスの世界 | 南雲満友                                               |
| 80   | 10月4日  | 格安航空LCCの世界              | チャーリィ古庄                                         |
| 80   | 10月4日  | 秋の文房具の世界               | 菅未里                                                 |
| 81   | 10月18日 | ユザワヤの世界                 | 北島真紀                                               |
| 81   | 10月18日 | 号外の世界                     | 小林宗之                                               |
| 82   | 10月25日 | カレンダーの世界               | 強口邦雄                                               |
| 82   | 10月25日 | 2時間サスペンスの世界          | 竹本道子                                               |
| 83   | 11月1日  | 柴犬の世界                     | 小野慎二郎                                             |
| 83   | 11月1日  | ビジネスホテルの世界           | 瀧澤信秋                                               |
| 84   | 11月8日  | Google マップの世界            | 吉田喜彦                                               |
| 84   | 11月8日  | ゾンビビジネスの世界           | 有井エリス                                             |
| 85   | 11月22日 | CMソングの世界                 | 前田康二                                               |
| 85   | 11月22日 | コインランドリーの世界         | 藤原健一                                               |
| 86   | 11月29日 | スキ間掃除の世界               | 藤原千秋                                               |
| 86   | 11月29日 | 3大レトロ珈琲チェーンの世界    | 平岡佐智男                                             |
| 87   | 12月6日  | レトルトカレーの世界           | 一条もんこ                                             |
| 87   | 12月6日  | しゃべる鳥の世界               | 梅川千尋                                               |
| 88   | 12月13日 | クリスマスソングの世界         | 冨田明宏                                               |
| 88   | 12月13日 | 電源タップの世界               | 藤山哲人                                               |
| 89   | 12月20日 | スーパー銭湯の世界             | 高根晋作 照内紀雄 福原充                               |
| 89   | 12月20日 | 人生ゲームの世界               | 松永直樹                                               |
| 深夜 | 12月28日 | オカリーナの世界               | 深瀬欽吾                                               |
| 深夜 | 12月28日 | エスカレーターの世界           | 田村美葉                                               |
| 深夜 | 12月28日 | 換気扇の世界                   | 村上淳一                                               |

#### 2017年
| 回  | 放送日   | 企画                              | ゲスト                           |
| --- | -------- | --------------------------------- | -------------------------------- |
| 90  | 1月10日  | 本当に美味しい回転寿司の世界      | 石野田奈津代                     |
| 90  | 1月10日  | 小室プロデュースの世界            | 小室哲哉                         |
| 90  | 1月10日  | キャリーケースの世界              | 赤松雅子                         |
| 91  | 1月17日  | チョコレートの世界 Part2          | 楠田枝里子                       |
| 92  | 1月24日  | マンガ飯の世界                    | 梅本ゆうこ                       |
| 92  | 1月24日  | 家庭用防犯カメラの世界            | 木村武文                         |
| 93  | 1月31日  | 100円均一DIYの世界                | 中橋美輝                         |
| 93  | 1月31日  | おひとりさまアプリの世界          | 今井安紀                         |
| 94  | 2月7日   | マスキングテープの世界            | 加藤奈緒                         |
| 94  | 2月7日   | 箸置きの世界                      | 串岡慶子                         |
| 95  | 2月14日  | 絶品ざっくり料理の世界            | 平野レミ                         |
| 95  | 2月14日  | 雪遊びの世界                      | 山本貴義                         |
| 96  | 2月21日  | 大人もハマるおもちゃの世界        | 福屋博次                         |
| 96  | 2月21日  | ドッグヘアーの世界                | 菊池亮                           |
| 97  | 2月28日  | ダムカレーの世界                  | 宮島咲                           |
| 97  | 2月28日  | ライオンの世界                    | 廣瀬美香                         |
| 98  | 3月21日  | 劇場の世界                        | 上村由紀子                       |
| 98  | 3月21日  | ピアニストの世界                  | 清塚信也                         |
| 99  | 4月18日  | 袋パンの世界                      | ひのようこ                       |
| 99  | 4月18日  | 築地ホッピングの世界              | つきじろう＆なべひろ             |
| 99  | 4月18日  | ドリカムの世界                    | 中村正人                         |
| 100 | 4月25日  | うどんの世界                      | 今泉勇人 中島菫 小林義信         |
| 100 | 4月25日  | サイの世界                        | SAM ETSU CHIHARU                 |
| 101 | 5月2日   | イリュージョン の世界             | プリンセス天功                   |
| 101 | 5月2日   | 文房具の世界                      | 菅未里                           |
| 101 | 5月2日   | 相撲メシの世界                    | 琴剣淳弥                         |
| 102 | 5月9日   | 一生使える日用品の世界            | 河内宏仁                         |
| 102 | 5月9日   | フォントの世界                    | 須藤雄生                         |
| 103 | 5月16日  | 大ブーム!坦々麺の世界             | 大山烈                           |
| 103 | 5月16日  | ケータイ充電器の世界              | 藤山哲人                         |
| 104 | 5月23日  | 今やお昼の新勢力!お弁当パンの世界 | 野上優佳子                       |
| 104 | 5月23日  | 駅メロの世界                      | 松澤健                           |
| 105 | 5月30日  | 水族館の世界                      | 中村元                           |
| 105 | 5月30日  | 次世代インスタントカメラの世界    | 米原康正                         |
| 106 | 6月6日   | ソフトクリームの世界              | 森川勇一郎                       |
| 106 | 6月6日   | 再現女優の世界                    | 上村依子 芳野友美                |
| 107 | 6月20日  | 冷やし中華の世界                  | 竹下栄吾                         |
| 107 | 6月20日  | ギネスワールドレコーズの世界      | 渡邉貞稔 いとうけんいち 藤村聡之 |
| 108 | 7月4日   | パスタソースの世界                | 今泉マユ子                       |
| 108 | 7月4日   | ジェットコースターの世界          | 渡邊直太                         |
| 108 | 7月4日   | アニソンの世界                    | 冨田明宏                         |
| 109 | 7月11日  | 技アリかき氷の世界                | 原田麻子                         |
| 109 | 7月11日  | ご当地リゾートホテルの世界        | 瀧澤信秋                         |
| 109 | 7月11日  | ドミノの世界                      | 川田誠 和知昭洋                  |
| 110 | 7月18日  | ポン酢の世界                      | 藤島琴弥                         |
| 110 | 7月18日  | 海外ゴシップの世界                | 渡辺直美                         |
| 111 | 7月25日  | そうめんの世界                    | 上田悠貴                         |
| 111 | 7月25日  | 美しいから怖いお化け屋敷の世界    | 五味弘文                         |
| 112 | 8月1日   | 豪華客船の世界                    | 上田寿美子                       |
| 112 | 8月1日   | キティちゃんの世界                | 郡司政男                         |
| 113 | 8月8日   | 富士登山の世界                    | 實川欣伸                         |
| 113 | 8月8日   | チョコミントの世界                | 牛窪真太郎                       |
| 114 | 8月15日  | 練り物の世界                      | 土井雄弘                         |
| 114 | 8月15日  | 密かなブーム食虫植物の世界        | 田辺直貴                         |
| 115 | 8月22日  | 激辛レトルト麻婆豆腐の世界        | 藤崎涼                           |
| 115 | 8月22日  | 天然たい焼きの世界                | 宮嶋康彦                         |
| 116 | 8月29日  | 納豆の世界                        | 石井泰二                         |
| 116 | 8月29日  | 巨大看板の世界                    | 高橋芳文                         |
| 117 | 9月12日  | 秋の鉄道旅行の世界                | 櫻井寛                           |
| 117 | 9月12日  | 虫の音の世界                      | 後藤啓                           |
| 118 | 9月19日  | 本当にヘンな動物の世界            | 富田京一                         |
| 118 | 9月19日  | 左利きの世界                      | 渡瀬謙                           |
| 119 | 10月10日 | 手羽からあげの世界                | 八木宏一郎                       |
| 119 | 10月10日 | 県境の世界                        | 石井裕                           |
| 119 | 10月10日 | スイーツバイキングの世界          | 桜井正人                         |
| 120 | 10月17日 | 日用品の世界                      | 河内宏仁                         |
| 120 | 10月17日 | くせ字の世界                      | 井原奈津子                       |
| 121 | 10月24日 | ホットケーキミックスの世界        | 林瑞季                           |
| 121 | 10月24日 | 良い子が育つ怪獣の世界            | 原坂一郎                         |
| 122 | 10月31日 | マンガ飯の世界                    | 梅本ゆうこ                       |
| 122 | 10月31日 | お神輿の世界                      | 宮田宣也                         |
| 123 | 11月7日  | シャボン玉の世界                  | 杉山弘之 杉山輝行                |
| 123 | 11月7日  | 大学博物館の世界                  | 大坪覚                           |
| 124 | 11月14日 | 柿の種の世界                      | 中倉隆道                         |
| 124 | 11月14日 | 崖の世界                          | 新生ゆきこ                       |
| 125 | 11月21日 | 地元パンの世界                    | 甲斐みのり                       |
| 125 | 11月21日 | 護身術の世界                      | 長野峻也                         |
| 126 | 12月5日  | サバ缶の世界                      | 池田陽子                         |
| 126 | 12月5日  | マンホールの世界                  | 白浜公平 小金井美和子            |
| 127 | 12月12日 | 宝石の世界                        | カピル・ミタル                   |
| 127 | 12月12日 | 女子マンガの世界                  | 小田真琴                         |
| 128 | 12月19日 | 大学芋の世界                      | 奥野靖子                         |
| 128 | 12月19日 | 名建築宿の世界                    | 稲葉なおと                       |

#### 2018年
| 回  | 放送日   | 企画                         | ゲスト                |
| --- | -------- | ---------------------------- | --------------------- |
| 129 | 1月9日   | YOSHIKIの世界                | さかいさん YOSHIKI    |
| 129 | 1月9日   | デリバリーグルメの世界       | 瀬戸康太郎            |
| 129 | 1月9日   | 御三家和菓子の世界           | 橋本麻里              |
| 130 | 1月16日  | デリバリーグルメの世界       | 瀬戸康太郎            |
| 130 | 1月16日  | 梅干しの世界                 | 竹内順平              |
| 131 | 1月23日  | みかんの世界                 | 清原優太              |
| 131 | 1月23日  | プラレール旅行の世界         | 永井壮和 永井知佳     |
| 132 | 1月30日  | 日本茶の世界                 | 小林裕                |
| 132 | 1月30日  | 紙袋の世界                   | 加茂伸洋              |
| 133 | 2月6日   | おうちコーヒーの世界         | 後藤直紀              |
| 133 | 2月6日   | 片手袋の世界                 | 石井公二              |
| 134 | 2月13日  | ちゃんぽんの世界             | 林田正明              |
| 134 | 2月13日  | 公園遊具の世界               | 深澤幸郎              |
| 135 | 2月20日  | 親子丼の世界                 | 伊藤光                |
| 135 | 2月20日  | 口笛の世界                   | 青柳呂武              |
| 136 | 2月27日  | 間借りカレーの世界           | 縫田曉言              |
| 136 | 2月27日  | 鉛筆の世界                   | 小日向京              |
| 137 | 3月6日   | 吉永小百合の世界             | 吉永小百合            |
| 138 | 3月13日  | 豆腐の世界                   | 工藤詩織              |
| 138 | 3月13日  | ペルシャ絨毯の世界           | 大熊直子              |
| 139 | 3月20日  | 桜の世界                     | 中西一登              |
| 140 | 4月17日  | ユーミンの世界               | 齋藤荘太朗 松任谷由実 |
| 140 | 4月17日  | フルーツの世界               | 中野瑞樹              |
| 140 | 4月17日  | 役者の世界                   | 坂上忍                |
| 141 | 4月24日  | おにぎりの世界               | 中村祐介              |
| 141 | 4月24日  | 終着駅の世界                 | 田中正恭              |
| 142 | 5月8日   | 駄菓子屋の世界               | 土橋真                |
| 142 | 5月8日   | 瞑想の世界                   | 相川圭子              |
| 143 | 5月15日  | シュウマイの世界             | 種藤潤                |
| 143 | 5月15日  | 東京ディズニーランドRの世界  | 風間俊介              |
| 143 | 5月15日  | 下水道の世界                 | 白汚零 阿部千雅       |
| 144 | 5月22日  | バターの世界                 | 長尾絢乃              |
| 144 | 5月22日  | お家で飼えるクラゲの世界     | 平山博文              |
| 145 | 5月29日  | 紅茶の世界                   | 吉田直子              |
| 145 | 5月29日  | パラパラの世界               | DJ BOSS               |
| 146 | 6月5日   | たらこパスタの世界           | BON（米米CLUB）       |
| 146 | 6月5日   | 青春食堂の世界               | 鈴木隆祐              |
| 146 | 6月5日   | 化石の世界                   | 宮田真也              |
| 147 | 6月12日  | 包み紙の世界                 | 堤信子                |
| 147 | 6月12日  | ワインの世界                 | 亜樹直                |
| 148 | 6月26日  | 中華そばの世界               | 内田元                |
| 148 | 6月26日  | バラの世界                   | 元木はるみ            |
| 149 | 7月3日   | 旨辛グルメの世界             | 石井夕紀 石井幸子     |
| 149 | 7月3日   | エメラルドハンターの世界     | 清水雅弘              |
| 149 | 7月3日   | カワウソの世界               | 長安良明              |
| 150 | 7月10日  | 盆栽の世界                   | 東山拓仁              |
| 150 | 7月10日  | ネギの世界                   | 小石原浩美            |
| 151 | 7月17日  | ハムカツの世界               | ハムカツ太郎          |
| 151 | 7月17日  | 蚊の世界                     | 田上大喜              |
| 152 | 7月25日  | 蕎麦の世界                   | 池森秀一              |
| 152 | 7月25日  | しおりの世界                 | 豊嶋利雄              |
| 153 | 7月31日  | レモンサワーの世界           | 鈴木慶洋              |
| 153 | 7月31日  | 海苔の世界                   | 白羽正人              |
| 154 | 8月7日   | エスニックレトルトの世界     | 伊能すみ子            |
| 154 | 8月7日   | アロハシャツの世界           | 木内九州生            |
| 155 | 8月14日  | 手持ち花火の世界             | 立川伸明              |
| 155 | 8月14日  | 盆踊りの世界                 | 佐藤智彦              |
| 156 | 9月4日   | 種ありぶどうの世界           | 林慎悟                |
| 156 | 9月4日   | ご当地民芸品の世界           | 瀬川慎太郎            |
| 157 | 9月11日  | おみやげ饅頭の世界           | 中尾隆之              |
| 157 | 9月11日  | 輪ゴムの世界                 | 杉原正博              |
| 158 | 9月18日  | 栗スイーツの世界             | 竿代信也              |
| 158 | 9月18日  | ステンドグラスの世界         | 越前谷典生            |
| 159 | 10月9日  | 北海道物産展の世界           | 本田大助              |
| 160 | 10月16日 | タマゴサンドの世界           | 村咲くう              |
| 160 | 10月16日 | 包丁の世界                   | ビヨンハイバーグ      |
| 161 | 10月23日 | サツマイモの世界             | 新谷梨恵子            |
| 161 | 10月23日 | ハムスターの世界             | 山口樹美 山口俊介     |
| 162 | 11月6日  | 風呂敷の世界                 | 横山功                |
| 162 | 11月6日  | ロープウェイの世界           | 中島信                |
| 163 | 11月13日 | 新大久保グルメの世界         | 八田靖史              |
| 163 | 11月13日 | ランの世界                   | 清水柾孝              |
| 164 | 11月20日 | サーモンの世界               | 中尾晋                |
| 164 | 11月20日 | 折り紙の世界                 | 有澤悠河              |
| 165 | 11月27日 | お菓子箱の世界               | 堤信子                |
| 165 | 11月27日 | 養殖うなぎの世界             | 高城久 高城光寿       |
| 166 | 12月4日  | クリスマスツリーの世界       | 佐々木潤              |
| 166 | 12月4日  | 室外機の世界                 | エンドケイプ 真魚     |
| 167 | 12月11日 | インスタントハンバーグの世界 | 松島和之              |
| 167 | 12月11日 | 万華鏡の世界                 | 大熊進一              |
| 168 | 12月18日 | 中国茶の世界                 | 風吹ジュン            |
| 168 | 12月18日 | ロールキャベツの世界         | 岡澤創人              |

#### 2019年
| 回  | 放送日   | 企画                                       | ゲスト                                                                      |
| --- | -------- | ------------------------------------------ | --------------------------------------------------------------------------- |
| 169 | 1月8日   | 銀座ママの世界                             | 唐沢菜々江                                                                  |
| 169 | 1月8日   | カップラーメンの世界                       | 大山即席斎                                                                  |
| 169 | 1月8日   | 失恋ソングの世界                           | 仲宗根泉                                                                    |
| 170 | 1月15日  | 美味しいお箸の世界                         | 三井和典                                                                    |
| 170 | 1月15日  | 観覧車の世界                               | 福井優子                                                                    |
| 171 | 1月22日  | 読み聞かせ絵本の世界                       | 内田早苗                                                                    |
| 171 | 1月22日  | メダカの世界                               | 堀田祐二                                                                    |
| 172 | 1月29日  | スノードームの世界                         | 伊達ヒデユキ                                                                |
| 172 | 1月29日  | 車内販売の世界                             | 清水ひろし                                                                  |
| 173 | 2月5日   | 空中サーカスの世界                         | 谷川育子                                                                    |
| 173 | 2月5日   | 池の世界                                   | 市原千尋                                                                    |
| 174 | 2月12日  | ラッピングの世界                           | 武田真理恵                                                                  |
| 174 | 2月12日  | オーダーカーテンの世界                     | 丸山千里                                                                    |
| 175 | 2月19日  | こしょうの世界                             | 林準一・恭子                                                                |
| 175 | 2月19日  | 電柱の世界                                 | 須賀亮行                                                                    |
| 176 | 2月26日  | 目覚まし時計の世界                         | 竹田浩一                                                                    |
| 176 | 2月26日  | 焚き火の世界                               | 猪野正哉                                                                    |
| 177 | 3月5日   | ドライフルーツの世界                       | 小島靖久                                                                    |
| 177 | 3月5日   | こけしの世界                               | 渡辺純・麻依子                                                              |
| 178 | 3月12日  | 箱根の世界                                 | 田中康久                                                                    |
| 178 | 3月12日  | 昭和家電の世界                             | 冨永潤                                                                      |
| 179 | 4月9日   | 東京ディズニーシーの世界                   | 風間俊介                                                                    |
| 179 | 4月9日   | お惣菜からあげの世界                       | 八木宏一郎                                                                  |
| 179 | 4月9日   | 滝の世界                                   | 佐竹敦 森本泰弘 林俊宏 （チーム滝通）                                       |
| 180 | 4月16日  | 茶碗の世界                                 | 田辺玲子                                                                    |
| 180 | 4月16日  | サメの世界                                 | 豊田朔弥 岩瀬暖花 沼口麻子                                                  |
| 181 | 4月23日  | 舞踏会の世界                               | クローネ・マキコ                                                            |
| 181 | 4月23日  | ドライブインの世界                         | 橋本倫史                                                                    |
| 182 | 4月30日  | あんこの世界                               | 西井成弘                                                                    |
| 182 | 4月30日  | マネキンの世界                             | 欠田誠 中村道彦                                                             |
| 183 | 5月7日   | ごまの世界                                 | 深堀勝謙                                                                    |
| 183 | 5月7日   | コケの世界                                 | 石倉良信                                                                    |
| 184 | 5月14日  | アスパラガスの世界                         | 内山裕史                                                                    |
| 184 | 5月14日  | 万年筆インクの世界                         | 武田健                                                                      |
| 185 | 5月21日  | フライパンの世界                           | 飯田結太                                                                    |
| 185 | 5月21日  | アジサイの世界                             | 川原田邦彦                                                                  |
| 186 | 5月28日  | タピオカドリンクの世界                     | 華恋＆奈緒                                                                  |
| 186 | 5月28日  | ちくわぶの世界                             | 丸山晶代                                                                    |
| 186 | 5月28日  | 東京展望スポットの世界                     | かねだひろ                                                                  |
| 187 | 6月4日   | 豪華客船の世界                             | 上田寿美子                                                                  |
| 188 | 6月11日  | おみくじの世界                             | 平野多恵                                                                    |
| 188 | 6月11日  | ゆで卵の世界                               | 小林真作                                                                    |
| 189 | 6月18日  | 買える現代アートの世界                     | 宮津大輔                                                                    |
| 189 | 6月18日  | 鳩時計の世界                               | 芹澤庸介                                                                    |
| 190 | 7月2日   | サンバの世界                               | 中島洋二                                                                    |
| 190 | 7月2日   | 軽井沢の世界                               | 広川小夜子 広川美愛                                                         |
| 190 | 7月2日   | かき氷の世界                               | 原田麻子                                                                    |
| 191 | 7月9日   | 唐辛子の世界                               | 一匠                                                                        |
| 191 | 7月9日   | オニオンリングの世界                       | 小椋康浩                                                                    |
| 192 | 7月16日  | 新宿ゴールデン街の世界                     | 原島玲子 大森徹哉                                                           |
| 193 | 7月23日  | バナナジュースの世界                       | 野田枝里                                                                    |
| 193 | 7月23日  | 白Tシャツの世界                            | 夏目拓也                                                                    |
| 194 | 7月30日  | ポップコーンの世界                         | 渋川駿伍                                                                    |
| 194 | 7月30日  | 乗り換えの世界                             | 「駅すぱあと」乗換BIG4                                                      |
| 195 | 8月6日   | 折りたたみ傘の世界                         | 土屋博勇喜                                                                  |
| 195 | 8月6日   | 屋上ハチミツの世界                         | 田中淳夫                                                                    |
| 196 | 8月13日  | 枝豆の世界                                 | 五木のどか                                                                  |
| 196 | 8月13日  | ムーの世界                                 | 石原誠                                                                      |
| 197 | 8月20日  | ドライカレーの世界                         | 松宏彰                                                                      |
| 197 | 8月20日  | トンネルの世界                             | 花田欣也                                                                    |
| 198 | 8月27日  | バウムクーヘンの世界                       | 福永小雪 田辺マミ                                                           |
| 198 | 8月27日  | ママさんコーラスの世界                     | 辻秀幸                                                                      |
| 199 | 9月3日   | カニカマの世界                             | カニカマハナコ                                                              |
| 199 | 9月3日   | ウィキペディアの世界                       | さえぼー                                                                    |
| 200 | 9月10日  | 台湾まぜそばの世界                         | 塚田涼太郎                                                                  |
| 200 | 9月10日  | グリーティングカードの世界                 | 岡本さくら                                                                  |
| 201 | 9月17日  | マツコの知らない間に人生変わっちゃった人SP | 牛窪真太郎、カピル・ミタル、華恋、奈緒 つきじろう、冨永潤、山本純子、堤信子 |
| 201 | 9月17日  | 都営バスの世界                             | 宮津嶺                                                                      |
| 202 | 10月15日 | 再現ふりかけの世界                         | 松江慎太郎                                                                  |
| 202 | 10月15日 | 飼わなくても虜になる！ネコ画像の世界       | 湯沢祐介 小川晃代                                                           |
| 203 | 10月22日 | パフェの世界                               | 小泉亮祐                                                                    |
| 203 | 10月22日 | キャンピングカー＆未来の車の世界           | 渡部竜生 NAO                                                                |
| 204 | 10月29日 | チーズケーキの世界                         | 福田弘亘                                                                    |
| 204 | 10月29日 | 砂時計の世界                               | 和田朱美                                                                    |
| 205 | 11月5日  | やわうどんの世界                           | 井上こん                                                                    |
| 205 | 11月5日  | 貯金箱の世界                               | 安田富亘                                                                    |
| 206 | 11月19日 | ほうじ茶スイーツの世界                     | 倉橋佳彦                                                                    |
| 206 | 11月19日 | 信号機の世界                               | 岩原拳士朗                                                                  |
| 207 | 11月26日 | アフタヌーンティーの世界                   | ゆかりーぬ                                                                  |
| 207 | 11月26日 | ソーセージの世界                           | 村上武士                                                                    |
| 208 | 12月3日  | 手袋の世界                                 | 吉田りえ子                                                                  |
| 208 | 12月3日  | タコスの世界                               | 吉川孝一郎                                                                  |
| 209 | 12月10日 | タンメンの世界                             | 山本剛志                                                                    |
| 209 | 12月10日 | カセットテープの世界                       | 松崎順一                                                                    |
| 210 | 12月17日 | クリスマスケーキの世界                     | 平岩理緒                                                                    |
| 210 | 12月17日 | 凧の世界                                   | 坂井田茂                                                                    |

#### 2020年
| 回  | 放送日       | 企画                                        | ゲスト                                                                                       |
| --- | ------------ | ------------------------------------------- | -------------------------------------------------------------------------------------------- |
| 211 | 1月3日（金） | 落とし物の世界                              | 宇多田ヒカル                                                                                 |
| 211 | 1月3日（金） | チェーン店フライドポテトの世界              | 岡本智博                                                                                     |
| 211 | 1月3日（金） | ほったらかしグルメ家電の世界                | 藤山哲人                                                                                     |
| 212 | 1月14日      | おはぎの世界                                | 安井友梨                                                                                     |
| 212 | 1月14日      | 最新接着剤の世界                            | 野口僚                                                                                       |
| 213 | 1月21日      | 深海魚の世界                                | 鈴木香里武                                                                                   |
| 213 | 1月21日      | 流木インテリアの世界                        | 高江友作                                                                                     |
| 214 | 1月28日      | クレープの世界                              | 辻本未奈美                                                                                   |
| 214 | 1月28日      | 古着きものの世界                            | 池田由紀子                                                                                   |
| 215 | 2月4日       | 大人ココアの世界                            | 前田貴子                                                                                     |
| 215 | 2月4日       | 美しい床の世界                              | 今井晶子                                                                                     |
| 216 | 2月11日      | 天津飯の世界                                | 山梨智也                                                                                     |
| 216 | 2月11日      | ご祝儀袋の世界                              | 長浦ちえ                                                                                     |
| 217 | 2月18日      | 写真アプリの世界                            | ひかりんちょ 久留栖るな                                                                      |
| 218 | 2月25日      | 春モンブランの世界                          | 里井真由美                                                                                   |
| 218 | 2月25日      | しゃばしゃばカレーの世界                    | 南場四呂右 福岡裕介 竹中直己                                                                 |
| 219 | 3月3日       | 干し芋の世界                                | 小松亜子                                                                                     |
| 219 | 3月3日       | ハリネズミの世界                            | 角田修一                                                                                     |
| 220 | 3月10日      | インスタント袋麺の世界                      | 大和一朗                                                                                     |
| 221 | 3月17日      | ラーメンのミニ丼の世界                      | 斉藤光輝                                                                                     |
| 221 | 3月17日      | サボテンの世界                              | 金子未由                                                                                     |
| 222 | 3月24日      | チャイの世界                                | 神原博之                                                                                     |
| 222 | 3月24日      | 印鑑の世界                                  | 真子茂                                                                                       |
| 223 | 3月31日      | お取り寄せ餃子の世界                        | 小野寺力 小野寺いつか                                                                        |
| 224 | 4月7日       | アレンジグルメの世界                        | 大山即席斎 野上優佳子 梶田泉 カニカマハナコ 林瑞季 恭子・林準一 野田枝里 丸山昌代 牛窪真太郎 |
| 225 | 4月14日      | 癒しの動物の世界                            | 町田修 梅川千尋 小野慎二郎 角田修一 SAM                                                      |
| 226 | 4月21日      | スマートスピーカーの世界                    | 太田百合子                                                                                   |
| 226 | 4月21日      | 招き猫の世界                                | 板東寛司                                                                                     |
| 227 | 4月28日      | 昭和ポップスの世界                          | 高橋昌太郎 さにー                                                                            |
| 228 | 5月5日       | 東京ディズニーリゾートの世界                | 風間俊介                                                                                     |
| 229 | 5月12日      | 身近だけど知らなすぎる世界                  | 田村美葉 村上淳一 エンドケイプ 真魚 須賀亮行                                                 |
| 230 | 5月19日      | マニアだから発見! マツコの知らない絶景SP    | 佐竹敦 森本泰弘 林俊宏 川原田邦彦 石倉良信 花田欣也 白汚零 阿部千雅                          |
| 231 | 5月26日      | マニアだから見つけることができた!TV初公開SP | 清水雅弘 田村圭介 宇多田ヒカル                                                               |
| 232 | 6月2日       | 身も心もひんやりSP                          | 中村元 原田麻子 山口敏太郎                                                                   |
| 233 | 6月9日       | プロテインフードの世界                      | 森口ひろ子                                                                                   |
| 233 | 6月9日       | おはぎの世界                                | 安井友梨                                                                                     |
| 234 | 6月16日      | グルメ缶詰の世界                            | 黒川勇人                                                                                     |
| 235 | 6月23日      | 蕎麦の世界                                  | 池森秀一                                                                                     |
| 236 | 6月30日      | フレンチトーストの世界                      | 宮田一輝                                                                                     |
| 236 | 6月30日      | 黄色の世界                                  | イエローイエロー                                                                             |
| 237 | 7月7日       | アイスの世界                                | 荒井健治                                                                                     |
| 237 | 7月7日       | 畳の世界                                    | 鈴木啓介                                                                                     |
| 238 | 7月14日      | ご当地ディップソースの世界                  | 松林卓 松林望美                                                                              |
| 239 | 7月21日      | 埼玉うどんの世界                            | 永谷晶久                                                                                     |
| 239 | 7月21日      | キーボードの世界                            | ぺかそ びあっこ                                                                              |
| 240 | 7月28日      | ポイ活の世界                                | 菊原節子 村上麻衣                                                                            |
| 240 | 7月28日      | マイクロブタの世界                          | 皆川竜二                                                                                     |
| 241 | 8月4日       | としまえんの世界                            | 山本寿幸 KITE 谷口昌彦 山元竜一                                                              |
| 242 | 8月11日      | 真夏のカレースペシャル                      | 真夏のカレースペシャル                                                                       |
| 242 | 8月11日      | しゃばしゃばカレーの世界                    | 南場四呂右 福岡裕介 竹中直己                                                                 |
| 242 | 8月11日      | ドライカレーの世界                          | 松宏彰                                                                                       |
| 242 | 8月11日      | カレーパンの世界                            | 佐藤絵里                                                                                     |
| 242 | 8月11日      | レトルトカレーの世界                        | 一条もんこ                                                                                   |
| 242 | 8月11日      | ダムカレーの世界                            | 宮島咲                                                                                       |
| 243 | 8月18日      | スイカの世界                                | 佐藤洸                                                                                       |
| 243 | 8月18日      | 仏像の世界                                  | 宮沢汰佳                                                                                     |
| 244 | 8月25日      | ボリウッド映画の世界                        | 関本恵子                                                                                     |
| 244 | 8月25日      | 平成レトログッズの世界                      | 山下メロ                                                                                     |
| 245 | 9月1日       | ハーブの世界                                | 小早川愛                                                                                     |
| 245 | 9月1日       | フクロモモンガの世界                        | 升水翔兵                                                                                     |
| 246 | 9月15日      | ロボットペットの世界                        | くぱぱ くまま                                                                                |
| 246 | 9月15日      | ヨーグルトの世界                            | 阿部花映                                                                                     |
| 247 | 9月29日      | 本格抹茶スイーツの世界                      | 村上かなこ                                                                                   |
| 247 | 9月29日      | 美脚の世界                                  | 八木恵莉子                                                                                   |
| 248 | 10月6日      | カレーパンの世界                            | 佐藤絵里                                                                                     |
| 249 | 10月13日     | サンマの世界                                | 小野澤雅丈                                                                                   |
| 249 | 10月13日     | ハッシュタグの世界                          | むく えな                                                                                    |
| 249 | 10月13日     | 秋フルーツの世界                            | 中野瑞樹                                                                                     |
| 250 | 10月20日     | マッチングアプリビジネスの世界              | おとうふ                                                                                     |
| 250 | 10月20日     | コスモスの世界                              | 奥隆善                                                                                       |
| 251 | 10月27日     | 味噌汁の世界                                | たけうち和久                                                                                 |
| 251 | 10月27日     | 路線図の世界                                | 井上マサキ 西村まさゆき                                                                      |
| 252 | 11月10日     | メープルシロップの世界                      | ギャニオン・マーク ギャニオン・和香                                                          |
| 252 | 11月10日     | 花いけの世界                                | 正則学園高校花いけ男子                                                                       |
| 253 | 11月17日     | アボカドの世界                              | 関根邦仁                                                                                     |
| 253 | 11月17日     | ロケ地巡礼の世界                            | 升村丞 武内延仁                                                                              |
| 254 | 11月24日     | サンラータン麺の世界                        | 端野一郎                                                                                     |
| 254 | 11月24日     | わさびの世界                                | 玉木幸愛                                                                                     |
| 255 | 12月1日      | お取り寄せおせちの世界                      | 中井千佳                                                                                     |
| 255 | 12月1日      | こんぺいとうの世界                          | みゆきち                                                                                     |
| 256 | 12月8日      | 高崎パスタの世界                            | 松田和也                                                                                     |
| 256 | 12月8日      | エアロビの世界                              | 野村健一郎 伊藤由里子                                                                        |
| 257 | 12月15日     | レンコンの世界                              | 阪井明子                                                                                     |
| 257 | 12月15日     | ゲーム建築の世界                            | タツナミシュウイチ むっこ                                                                    |
| 258 | 12月22日     | チョコレートケーキの世界                    | サントス・アントワーヌ 佐藤ひと美                                                            |

#### 2021年
| 回  | 放送日       | 企画                                                            | ゲスト                                                          |
| --- | ------------ | --------------------------------------------------------------- | --------------------------------------------------------------- |
| 259 | 1月3日（日） | ディズニーソングの世界                                          | 浅倉大介                                                        |
| 259 | 1月3日（日） | 80年代アイドルの世界                                            | マリー 浅野ナナ 太田由貴子                                      |
| 260 | 1月12日      | おうちあったかグルメスペシャル&「ディズニーソングの世界」延長戦 | おうちあったかグルメスペシャル&「ディズニーソングの世界」延長戦 |
| 260 | 1月12日      | 鍋の素の世界                                                    | 安井レイコ                                                      |
| 260 | 1月12日      | インスタント袋麺の世界                                          | 大和一朗                                                        |
| 260 | 1月12日      | インスタントハンバーグの世界                                    | 松島和之                                                        |
| 260 | 1月12日      | 激辛レトルト麻婆豆腐の世界                                      | 藤崎涼                                                          |
| 260 | 1月12日      | 味噌汁の世界                                                    | たけうち和久                                                    |
| 260 | 1月12日      | ホットサンドの世界                                              | 大林千茱萸                                                      |
| 260 | 1月12日      | ディズニーソングの世界                                          | 浅倉大介                                                        |
| 261 | 1月19日      | おうちカレーの世界                                              | スパイシー丸山                                                  |
| 261 | 1月19日      | 受験参考書の世界                                                | 有江晴彦                                                        |
| 262 | 1月26日      | 人生を捧げた超マニアな芸能人スペシャル                          | 人生を捧げた超マニアな芸能人スペシャル                          |
| 262 | 1月26日      | チョコレートの世界                                              | 楠田枝里子                                                      |
| 262 | 1月26日      | 蕎麦の世界                                                      | 池森秀一                                                        |
| 262 | 1月26日      | 失恋ソングの世界                                                | 仲宗根泉                                                        |
| 262 | 1月26日      | 美味しい魚の世界                                                | さかなクン                                                      |
| 262 | 1月26日      | 中国茶の世界                                                    | 風吹ジュン                                                      |
| 263 | 2月2日       | 個性的なマニア大集合スペシャル                                  | 個性的なマニア大集合スペシャル                                  |
| 263 | 2月2日       | 立ち食いそばの世界                                              | イトウエルマ                                                    |
| 263 | 2月2日       | アフタヌーンティーの世界                                        | ゆかりーぬ                                                      |
| 263 | 2月2日       | 折りたたみ傘の世界                                              | 土屋博勇喜                                                      |
| 263 | 2月2日       | マスキングテープの世界                                          | 加藤奈緒                                                        |
| 263 | 2月2日       | 風呂敷の世界                                                    | 横山功                                                          |
| 263 | 2月2日       | 黄色の世界                                                      | イエローイエロー                                                |
| 264 | 2月9日       | 若者カルチャースペシャル                                        | 若者カルチャースペシャル                                        |
| 264 | 2月9日       | タピオカドリンクの世界                                          | 華恋 奈緒                                                       |
| 264 | 2月9日       | バナナジュースの世界                                            | 野田枝里                                                        |
| 264 | 2月9日       | プリントシール機の世界                                          | 大賀彩貴 大賀彩絵                                               |
| 264 | 2月9日       | インスタントカメラの世界                                        | 米原康正                                                        |
| 264 | 2月9日       | 写真アプリの世界                                                | ひかりんちょ 久留栖るな                                         |
| 264 | 2月9日       | ハッシュタグの世界                                              | むく えな                                                       |
| 265 | 2月16日      | 家族で楽しむオカルトスペシャル                                  | 家族で楽しむオカルトスペシャル                                  |
| 265 | 2月16日      | ムーの世界                                                      | 石原誠                                                          |
| 265 | 2月16日      | ゾンビの世界                                                    | 有井エリス                                                      |
| 265 | 2月16日      | UFOビジネスの世界                                               | 山口敏太郎                                                      |
| 265 | 2月16日      | UMAビジネスの世界                                               | 山口敏太郎                                                      |
| 266 | 2月23日      | マニアック夫婦さんいらっしゃいスペシャル                        | マニアック夫婦さんいらっしゃいスペシャル                        |
| 266 | 2月23日      | お取り寄せ餃子の世界                                            | 小野寺力 小野寺いつか                                           |
| 266 | 2月23日      | 社交ダンスの世界                                                | 織田慶治 渡辺理子                                               |
| 266 | 2月23日      | キティちゃんの世界                                              | 郡司政男 郡司良子                                               |
| 266 | 2月23日      | ご当地ディップソースの世界                                      | 松林卓 松林望美                                                 |
| 266 | 2月23日      | ロボットペットの世界                                            | くぱぱ くまま                                                   |
| 267 | 3月2日       | サンリオキャラクターの世界 ご当地ゆるキャラの世界               | 寺嶋由芙                                                        |
| 268 | 3月9日       | コレクタースペシャル                                            | コレクタースペシャル                                            |
| 268 | 3月9日       | カップラーメンの世界                                            | 大山即席斎                                                      |
| 268 | 3月9日       | 定番アイスの世界                                                | アイスマン福留                                                  |
| 268 | 3月9日       | 昭和家電の世界                                                  | 富永潤                                                          |
| 268 | 3月9日       | 古着きものの世界                                                | 池田由紀子                                                      |
| 268 | 3月9日       | エレキギターの世界                                              | 野村義男                                                        |
| 268 | 3月9日       | お菓子箱の世界                                                  | 堤信子                                                          |
| 269 | 3月16日      | 揚げ物スペシャル                                                | 揚げ物スペシャル                                                |
| 269 | 3月16日      | チェーン店フライドポテトの世界                                  | 岡本智博                                                        |
| 269 | 3月16日      | オニオンリングの世界                                            | 小椋康浩                                                        |
| 269 | 3月16日      | ハムカツの世界                                                  | ハムカツ太郎                                                    |
| 269 | 3月16日      | お惣菜からあげの世界                                            | 八木宏一郎                                                      |
| 270 | 3月23日      | 歌姫の世界                                                      | 森山直太朗                                                      |
| 270 | 3月23日      | ご当地ラーメンの世界                                            | 田中貴                                                          |
| 271 | 4月6日       | ヴィジュアル系バンドの世界                                      | 藤谷千明                                                        |
| 271 | 4月6日       | ヒューマンビートボックスの世界                                  | TATSUYA                                                         |
| 272 | 4月13日      | 春の美味しいお魚の世界                                          | さかなクン                                                      |
| 273 | 4月20日      | 瓶詰グルメの世界                                                | 咲良                                                            |
| 273 | 4月20日      | 再現ふりかけの世界                                              | 松江慎太郎                                                      |
| 274 | 4月27日      | 乗り換えの世界                                                  | 廣戸晶 三上雄平                                                 |
| 274 | 4月27日      | 動物園の世界                                                    | 野崎浩貴                                                        |
| 275 | 5月4日       | 美味しいご当地野菜の世界                                        | 小堀夏佳                                                        |
| 275 | 5月4日       | 鯉のぼりの世界                                                  | 荒野麟太郎                                                      |
| 276 | 5月11日      | 旨辛グルメの世界                                                | 石井夕紀 石井幸子                                               |
| 276 | 5月11日      | ギャル雑誌の世界                                                | 赤萩瞳 きぃりぷ                                                 |
| 277 | 5月18日      | 汁なし袋麺の世界                                                | 大和一朗                                                        |
| 278 | 5月25日      | ナポリタンの世界                                                | 及川光博                                                        |
| 279 | 6月1日       | マニアのプライベートに密着スペシャル                            | マニアのプライベートに密着スペシャル                            |
| 279 | 6月1日       | バターの世界                                                    | 長尾絢乃                                                        |
| 279 | 6月1日       | サンリオキャラクターの世界                                      | 寺嶋由芙                                                        |
| 279 | 6月1日       | カレーパンの世界                                                | 佐藤絵里                                                        |
| 279 | 6月1日       | バラの世界                                                      | 元木はるみ                                                      |
| 279 | 6月1日       | コケの世界                                                      | 石倉良信                                                        |
| 279 | 6月1日       | 床の世界                                                        | 今井晶子                                                        |
| 280 | 6月8日       | 北関東グルメスペシャル                                          | 北関東グルメスペシャル                                          |
| 280 | 6月8日       | 埼玉うどんの世界                                                | 永谷晶久                                                        |
| 280 | 6月8日       | 高崎パスタの世界                                                | 松田和也                                                        |
| 280 | 6月8日       | お取り寄せ餃子の世界                                            | 小野寺力 小野寺いつか                                           |
| 280 | 6月8日       | 栗スイーツの世界                                                | 竿代信也                                                        |
| 280 | 6月8日       | 旨辛唐辛子の世界                                                | 一匠                                                            |
| 281 | 6月15日      | かた焼きそばの世界                                              | MARUOSA                                                         |
| 281 | 6月15日      | ミイラの世界                                                    | 奥井ゆうこ                                                      |
| 282 | 6月22日      | 浅草グルメの世界                                                | 木曽さんちゅう                                                  |
| 283 | 6月29日      | 冷凍・チルドピザの世界                                          | 赤萩一也                                                        |
| 283 | 6月29日      | サメ動画の世界                                                  | 田中直樹                                                        |
| 284 | 7月6日       | ガールズバンドの世界                                            | 寺田恵子 SAKI                                                   |
| 285 | 7月13日      | 消しゴムの世界                                                  | 楠田枝里子                                                      |
| 285 | 7月13日      | 実況の世界                                                      | 初田啓介                                                        |
| 286 | 7月20日      | お取り寄せ駅弁の世界                                            | 金谷俊一郎                                                      |
| 286 | 7月20日      | 古墳の世界                                                      | まりこふん                                                      |
| 287 | 7月27日      | 音楽祭スペシャル                                                | 音楽祭スペシャル                                                |
| 287 | 7月27日      | 昭和ポップスの世界                                              | 高橋昌太郎 さにー                                               |
| 287 | 7月27日      | パラパラの世界                                                  | DJ BOSS                                                         |
| 287 | 7月27日      | アニソンの世界                                                  | 冨田明宏                                                        |
| 288 | 8月3日       | 真夏に美味しい麺スペシャル                                      | 真夏に美味しい麺スペシャル                                      |
| 288 | 8月3日       | 台湾まぜそばの世界                                              | 塚田涼太郎                                                      |
| 288 | 8月3日       | タンメンの世界                                                  | 山本剛志                                                        |
| 288 | 8月3日       | たらこパスタの世界                                              | 大久保謙作                                                      |
| 288 | 8月3日       | そうめんの世界                                                  | 上田悠貴                                                        |
| 288 | 8月3日       | 冷やし中華の世界                                                | 竹下栄吾                                                        |
| 289 | 8月10日      | 何も入らないバッグの世界                                        | 叶恭子 叶美香                                                   |
| 289 | 8月10日      | 林道ドライブの世界                                              | 安東弘樹                                                        |
| 290 | 8月17日      | アイスの世界                                                    | アイスマン福留                                                  |
| 290 | 8月17日      | 怪談の世界                                                      | 島田秀平 早瀬康広                                               |
| 291 | 8月24日      | ハイトーンボーカルの世界                                        | 平原綾香                                                        |
| 291 | 8月24日      | ゲーム音楽の世界                                                | hally（田中治久）                                               |
| 292 | 8月31日      | 文房具店の世界                                                  | KREVA                                                           |
| 292 | 8月31日      | 朝ラーメンの世界                                                | RONZI                                                           |
| 293 | 9月7日       | 芋けんぴの世界                                                  | 鈴木絢子                                                        |
| 293 | 9月7日       | ワイヤレスイヤホンの世界                                        | 丸井大福                                                        |
| 294 | 9月14日      | アスリート勝ち歌の世界                                          | 野口みずき                                                      |
| 294 | 9月14日      | 新生姜の世界                                                    | 豊田真奈美                                                      |
| 295 | 9月21日      | ローカルパンの世界                                              | 酒井雄二                                                        |
| 296 | 9月28日      | ご当地おでんの世界                                              | 柳生九兵衛                                                      |
| 296 | 9月28日      | パントマイムの世界                                              | が〜まるちょば                                                  |
| 297 | 10月12日     | 餃子 vs シュウマイの世界                                        | 塚田亮一 種藤潤                                                 |
| 297 | 10月12日     | カラーストーンの世界                                            | カピル・ミタル                                                  |
| 298 | 10月19日     | きな粉の世界                                                    | 穴沢聖子                                                        |
| 298 | 10月19日     | 卓球の世界                                                      | 草野華余子                                                      |
| 299 | 11月2日      | ご当地焼きそばの世界                                            | 小野瀬雅生                                                      |
| 300 | 11月9日      | 防災グッズの世界                                                | 高荷智也                                                        |
| 300 | 11月9日      | ショート動画の世界                                              | こたつ あみか                                                   |
| 301 | 11月16日     | スープカレーの世界                                              | NAOTO                                                           |
| 302 | 11月23日     | 油揚げの世界                                                    | 工藤詩織                                                        |
| 302 | 11月23日     | シルクの世界                                                    | 稲葉みちよ                                                      |
| 303 | 11月30日     | カボチャの世界                                                  | 宮本雅代、宮本香二                                              |
| 303 | 11月30日     | 国道16号の世界                                                  | 柳瀬博一                                                        |
| 304 | 12月7日      | こたつの世界                                                    | 岩切明日香                                                      |
| 304 | 12月7日      | 取扱説明書の世界                                                | ぬっきぃ                                                        |
| 305 | 12月14日     | バタートーストの世界                                            | 梶田香織                                                        |
| 305 | 12月14日     | 粘土の世界                                                      | 片桐仁                                                          |
| 306 | 12月21日     | ティラミスの世界                                                | ベリッシモ・フランチェスコ                                      |
| 306 | 12月21日     | クリスマスグッズの世界                                          | 清水純子                                                        |

#### 2022年
| 回  | 放送日       | 企画                                                              | ゲスト                          |
| --- | ------------ | ----------------------------------------------------------------- | ------------------------------- |
| 307 | 1月3日（月） | 大新年会スペシャル                                                | 大新年会スペシャル              |
| 307 | 1月3日（月） | 蕎麦の世界                                                        | 池森秀一                        |
| 307 | 1月3日（月） | 写真アプリの世界                                                  | ひかりんちょ 久留栖るな         |
| 307 | 1月3日（月） | おはぎの世界                                                      | 安井友梨                        |
| 307 | 1月3日（月） | サンバ の世界                                                     | 中島洋二                        |
| 307 | 1月3日（月） | ドライカレーの世界                                                | 松宏彰                          |
| 307 | 1月3日（月） | 昭和家電の世界                                                    | 冨永潤                          |
| 307 | 1月3日（月） | アイスの世界                                                      | 荒井健治                        |
| 307 | 1月3日（月） | 包み紙の世界                                                      | 堤信子                          |
| 307 | 1月3日（月） | ラッピングの世界                                                  | 武田真理恵                      |
| 307 | 1月3日（月） | モンブランの世界                                                  | 里井真由美                      |
| 308 | 1月11日      | ディズニーソングスペシャル                                        | 浅倉大介                        |
| 309 | 1月18日      | お雑煮の世界                                                      | 粕谷浩子                        |
| 309 | 1月18日      | 開運神社の世界                                                    | 佐々木優太                      |
| 310 | 1月25日      | あったかグルメ&グッズスペシャル                                   | あったかグルメ&グッズスペシャル |
| 310 | 1月25日      | 中華そばの世界                                                    | 内田元                          |
| 310 | 1月25日      | 手羽からあげの世界                                                | 八木宏一郎                      |
| 310 | 1月25日      | 手袋の世界                                                        | 吉田りえ子                      |
| 310 | 1月25日      | 焚き火の世界                                                      | 猪野正哉                        |
| 311 | 2月1日       | カレーの世界                                                      | 竹内涼真                        |
| 311 | 2月1日       | 赤べこの世界                                                      | 鈴木ミチ                        |
| 312 | 2月8日       | あんバターの世界                                                  | うさもぐ                        |
| 312 | 2月8日       | 美顔器の世界                                                      | 吉田瑞穂                        |
| 313 | 2月15日      | 群馬ラーメンの世界                                                | 土谷勇次郎                      |
| 314 | 2月22日      | 北海道野菜の世界                                                  | 森崎博之                        |
| 315 | 3月1日       | 人気観光地スペシャル                                              | 人気観光地スペシャル            |
| 315 | 3月1日       | 浅草グルメの世界                                                  | 木曽さんちゅう                  |
| 315 | 3月1日       | 箱根の世界                                                        | 田中康久                        |
| 315 | 3月1日       | 軽井沢の世界                                                      | 広川小夜子 広川美愛             |
| 316 | 3月8日       | チャーハンの世界                                                  | 葛飾炒飯 ペーいち               |
| 316 | 3月8日       | デコ電飾の世界                                                    | きょうこ                        |
| 317 | 3月15日      | ホテルスペシャル                                                  | ホテルスペシャル                |
| 317 | 3月15日      | ビジネスホテルの世界 3大CMホテルの世界 ご当地リゾートホテルの世界 | 瀧澤信秋                        |
| 318 | 4月5日       | 春の2時間グルメスペシャル                                         | 春の2時間グルメスペシャル       |
| 318 | 4月5日       | 冷凍食品の世界                                                    | 山本純子 タケムラダイ 西川剛史  |
| 318 | 4月5日       | ご当地からあげの世界                                              | 有野いく                        |
| 319 | 4月12日      | ご当地愛され和菓子の世界                                          | ジュンティーニ・キアラ          |
| 320 | 4月19日      | 春のパンスペシャル                                                | 春のパンスペシャル              |
| 320 | 4月19日      | 東京駅サンドイッチの世界                                          | 福地寧子                        |
| 320 | 4月19日      | ローカルパンの世界                                                | 酒井雄二                        |
| 320 | 4月19日      | ホットケーキミックスの世界                                        | 林瑞季                          |
| 321 | 4月26日      | クラフトコーラの世界                                              | 空水りょーすけ                  |
| 321 | 4月26日      | ダンボール家具の世界                                              | 小寺誠                          |
| 322 | 5月3日       | 旅スペシャル                                                      | 旅スペシャル                    |
| 322 | 5月3日       | 豪華列車の世界                                                    | 櫻井寛                          |
| 322 | 5月3日       | ロープウェイの世界                                                | 中島信                          |
| 322 | 5月3日       | ぶらり羽田空港の世界                                              | 片山智香子                      |
| 323 | 5月10日      | マジ中華の世界                                                    | 小宮山雄飛                      |
| 323 | 5月10日      | メガネの世界                                                      | 田中幹也                        |
| 324 | 5月17日      | アジフライの世界                                                  | 池田隼人                        |
| 324 | 5月17日      | メンズフラダンスの世界                                            | 土谷聡                          |
| 325 | 5月24日      | エメラルドの世界                                                  | 清水雅弘                        |
| 325 | 5月24日      | バンジージャンプの世界                                            | 野々村哲弥                      |
| 326 | 5月31日      | 自衛隊メシの世界                                                  | 原浩一 菅原治郎 内田美菜子      |
| 327 | 6月7日       | ラーメン味玉の世界                                                | 藤岡智春                        |
| 327 | 6月7日       | 透かしブロックの世界                                              | 藤井美奈子 藤井克彦             |
| 328 | 6月14日      | 街グルメスペシャル                                                | 街グルメスペシャル              |
| 328 | 6月14日      | 新大久保の世界                                                    | 八田靖史                        |
| 328 | 6月14日      | 秋葉原カレーの世界                                                | 浅野さん                        |
| 328 | 6月14日      | 埼玉スイーツの世界                                                | 平岩理緒                        |
| 329 | 6月21日      | サウナ旅の世界                                                    | 勝俣瞬馬 MAO 上野勇希 小嶋斗偉  |
| 330 | 6月28日      | ハンバーグの世界                                                  | 五島鉄平 五島一耶               |
| 330 | 6月28日      | 養殖うなぎの世界                                                  | 高城久 高城光寿                 |
| 331 | 7月5日       | アニソンの世界                                                    | ユリコタイガー                  |
| 331 | 7月5日       | シュークリームの世界                                              | ニコラ・シャール                |
| 332 | 7月12日      | みたらし団子の世界                                                | 芝崎本実                        |
| 332 | 7月12日      | 噴水の世界                                                        | 地蔵保幸                        |
| 333 | 7月19日      | 80年代アイドルスペシャル                                          | 80年代アイドルスペシャル        |
| 333 | 7月19日      | 振り付けの世界                                                    | 三浦亨                          |
| 333 | 7月19日      | 80年代アイドル衣装の世界                                          | マリー 浅野ナナ 太田由貴子      |
| 333 | 7月19日      | 卒業ソングの世界                                                  | 冨田明宏                        |
| 334 | 7月26日      | 麻婆麺の世界                                                      | 藤崎涼                          |
| 334 | 7月26日      | 絶景洞窟の世界                                                    | 吉田勝次                        |
| 335 | 8月2日       | アニメ聖地巡礼の世界                                              | 鯛 刑部慶太郎 軟軟冰            |
| 336 | 8月9日       | 冷奴の世界                                                        | 小林まさみ 小林まさる           |
| 337 | 8月16日      | かき氷の世界                                                      | 原田麻子                        |
| 337 | 8月16日      | 富士山写真の世界                                                  | 鈴木啓悟                        |
| 338 | 8月23日      | 自動販売機の世界                                                  | 石田健三郎                      |
| 338 | 8月23日      | マンガ背景の世界                                                  | 佐藤敦弘                        |
| 339 | 8月30日      | クロワッサンの世界                                                | 石臥博代                        |
| 339 | 8月30日      | フラワーガーデンの世界                                            | 舩山純                          |
| 340 | 9月6日       | 防災グッズの世界                                                  | 高荷智也                        |
| 341 | 9月13日      | 日本チーズの世界                                                  | 坂上あき                        |
| 341 | 9月13日      | 歩行者天国の世界                                                  | 内海皓平                        |
| 342 | 9月20日      | 秋の2時間スペシャル                                               | 秋の2時間スペシャル             |
| 342 | 9月20日      | 京都グルメの世界                                                  | 岩間孝志 ウスビ・サコ ねねもも  |
| 342 | 9月20日      | ホカンスの世界                                                    | 瀧澤信秋 篠井英介 山口智子      |
| 343 | 10月11日     | ラーメンメンマの世界                                              | 吉野秋彦                        |
| 343 | 10月11日     | デコチャリの世界                                                  | なぎと                          |
| 344 | 10月18日     | 鎌倉・湘南の世界                                                  | 原由子                          |
| 345 | 10月25日     | 鍋の素の世界                                                      | 安井レイコ                      |
| 345 | 10月25日     | 洗濯の世界                                                        | 洗濯3兄弟                       |
| 346 | 11月1日      | クリームパンの世界                                                | 大竹基之                        |
| 347 | 11月8日      | うなぎの世界                                                      | 高城久 高城光寿                 |
| 347 | 11月8日      | 辞書作りの世界                                                    | 飯間浩明                        |
| 348 | 11月15日     | 80's Japanese POPSの世界                                          | Night Tempo                     |
| 349 | 11月22日     | 道の駅の世界                                                      | 平賀由希子                      |
| 350 | 11月29日     | イルミネーションの世界                                            | 石川智之                        |
| 350 | 11月29日     | 梅味の世界                                                        | 井上早苗                        |
| 351 | 12月6日      | 映画音楽の世界                                                    | 鶴谷聡平 山崎真央 渡辺克己      |
| 351 | 12月6日      | 宇宙の世界                                                        | 野口聡一                        |
| 352 | 12月13日     | 国産ジャムの世界                                                  | 飯田順子                        |
| 352 | 12月13日     | ペンギンの世界                                                    | 鈴木起世美                      |
| 353 | 12月20日     | ショートケーキの世界                                              | 坂井勇太朗                      |
| 353 | 12月20日     | クリスマス絵本の世界                                              | 内田早苗                        |

#### 2023年
| 回  | 放送日   | 企画                       | ゲスト                     |
| --- | -------- | -------------------------- | -------------------------- |
| 354 | 1月3日   | ご褒美ラーメンの世界       | SUGIZO                     |
| 354 | 1月3日   | 昭和美女の世界             | IKKO                       |
| 354 | 1月3日   | 豪華客船の世界 前編        | 上田寿美子                 |
| 355 | 1月10日  | 豪華客船の世界 後編        | 上田寿美子                 |
| 356 | 1月17日  | 妖怪の世界                 | 早瀬康広 木下昌美 関本創   |
| 356 | 1月17日  | 開運神社の世界             | 佐々木優太                 |
| 357 | 1月24日  | ゲレンデの世界             | 北島裕也                   |
| 357 | 1月24日  | 他撮りの世界               | 下口谷はる珂               |
| 358 | 1月31日  | 焼き芋の世界               | 天谷窓大                   |
| 358 | 1月31日  | テーブルウェアの世界       | ルボンボン優子             |
| 359 | 2月7日   | お菓子缶の世界             | 中田ぷう                   |
| 359 | 2月7日   | 博物館グッズの世界         | 大澤夏美                   |
| 360 | 2月14日  | 日帰り温泉の世界           | 小松歩                     |
| 361 | 2月21日  | シャワーヘッドの世界       | 松永武                     |
| 361 | 2月21日  | ご当地からくり時計の世界   | 白石廉 竹田翔悟 木村元耀   |
| 362 | 2月28日  | ローカルコンビニの世界     | 渡辺瑛都                   |
| 363 | 3月7日   | じゃがいもの世界           | 中村剛                     |
| 364 | 3月14日  | スーツケースの世界         | 佐藤宏樹                   |
| 364 | 3月14日  | ハンドモデルの世界         | 望月美宏 柏木たけし        |
| 365 | 3月21日  | バスツアーの世界           | 平田進也 佐藤奈美恵        |
| 366 | 3月28日  | ドーナツの世界             | 溝呂木一美                 |
| 367 | 4月4日   | ハンバーガーの世界         | えどぽよ                   |
| 368 | 4月11日  | ラジオの世界               | aiko                       |
| 369 | 4月18日  | 銀座ランチの世界           | 金田知樹                   |
| 370 | 4月25日  | スコーンの世界             | 小関由美                   |
| 370 | 4月25日  | チューリップの世界         | 嶋田武明                   |
| 371 | 5月2日   | 沖縄そばの世界             | 山城晋平                   |
| 371 | 5月2日   | 英国王室の世界             | にしぐち瑞穂               |
| 372 | 5月9日   | バゲットの世界             | 江口敦子                   |
| 372 | 5月9日   | スカーフの世界             | 加賀谷真理                 |
| 373 | 5月16日  | 水族館の世界               | 中村元                     |
| 373 | 5月16日  | ジャッキー・チェンの世界   | 古賀亘 宮原祥子            |
| 374 | 5月23日  | 東京あんみつの世界         | 橋本知美                   |
| 374 | 5月23日  | デコラファッションの世界   | NICO                       |
| 375 | 5月30日  | コーヒーゼリーの世界       | 小里誠                     |
| 375 | 5月30日  | 豆本の世界                 | 田中栞                     |
| 376 | 6月6日   | トースターの世界           | 青木たかこ                 |
| 377 | 6月13日  | 文房具ペンの世界           | KREVA                      |
| 377 | 6月13日  | 植物園の世界               | 宮内元子                   |
| 378 | 6月20日  | 日本キムチの世界           | 黄鍾守 黄仁守 松本成守     |
| 378 | 6月20日  | 蝶ネクタイの世界           | 三丘翔太                   |
| 379 | 6月27日  | 広島お好み焼きの世界       | 井上龍也                   |
| 379 | 6月27日  | 窓付き封筒の世界           | 宇田川一美                 |
| 380 | 7月4日   | スタジアムグルメの世界     | 渡辺保裕 渡辺春灯          |
| 381 | 7月11日  | アニメ聖地巡礼の世界       | 鯛 軟軟冰 刑部慶太郎 夷    |
| 382 | 7月18日  | クラフトビールの世界       | TOA                        |
| 382 | 7月18日  | あやとりの世界             | 大坂聡志 加藤直樹          |
| 383 | 7月25日  | 沖縄離島の世界             | 山岡成俊                   |
| 383 | 7月25日  | リゾートホテルの世界       | 瀧澤信秋                   |
| 384 | 8月1日   | スイカの世界               | 佐藤洸                     |
| 384 | 8月1日   | やきとりの世界             | 和内正一                   |
| 385 | 8月8日   | ナスの世界                 | 小林まさみ 小林まさる      |
| 386 | 8月15日  | ジェラートの世界           | 荒井健治                   |
| 386 | 8月15日  | 手持ち花火の世界           | 立川伸明                   |
| 387 | 8月22日  | 那須の世界                 | 鈴木和也 近藤あゆ          |
| 388 | 8月29日  | つけ麺の世界               | 小芝力太                   |
| 388 | 8月29日  | 金継ぎの世界               | ナカムラクニオ             |
| 389 | 9月5日   | プリクラの世界             | 永島歩花                   |
| 389 | 9月5日   | ガチャの世界               | 小野尾勝彦 かおり          |
| 390 | 9月12日  | ストロングマンの世界       | 中嶋健詞                   |
| 390 | 9月12日  | ハッシュドポテトの世界     | ポテトマン山下             |
| 391 | 9月19日  | 台湾夜市の世界             | 三文字昌也                 |
| 392 | 10月10日 | チーズケーキの世界         | 新原凪紗                   |
| 392 | 10月10日 | 仕掛け絵本の世界           | 嵐田康平 嵐田晴代 嵐田一平 |
| 393 | 10月17日 | ぶどうの世界               | 林慎悟 林裕美              |
| 393 | 10月17日 | 和製英語の世界             | アン・クレシーニ           |
| 394 | 10月24日 | 秋の和菓子の世界           | ジュンティーニ・キアラ     |
| 395 | 11月7日  | ご当地観光列車の世界       | 杉山淳一                   |
| 395 | 11月7日  | タイルの世界               | 加藤郁美                   |
| 396 | 11月14日 | 昭和レトロ喫茶店の世界     | 阪田マリン んね            |
| 397 | 11月21日 | さつまいもスイーツの世界   | なこ                       |
| 397 | 11月21日 | 房総ドライブの世界         | 千葉好き男                 |
| 398 | 11月28日 | ホットプレートの世界       | 黄川田としえ               |
| 398 | 11月28日 | 紅葉温泉の世界             | 高橋一喜                   |
| 399 | 12月5日  | シン・新大久保の世界       | もーちぃ                   |
| 399 | 12月5日  | コマ撮りの世界             | 竹内泰人                   |
| 400 | 12月12日 | お菓子缶の世界             | 中田ぷう                   |
| 400 | 12月12日 | キッチンカービジネスの世界 | 浅葉郁男                   |
| 401 | 12月19日 | アップルパイの世界         | 筏由加子                   |
| 401 | 12月19日 | 日本シュトレンの世界       | 安武なほこ 坂井勇太朗      |

#### 2024年
| 回  | 放送日   | 企画                                 | ゲスト                                          |
| --- | -------- | ------------------------------------ | ----------------------------------------------- |
| 402 | 1月3日   | 相撲メシの世界                       | 佐々木一郎 飯塚さき                             |
| 402 | 1月3日   | 大新年会SP                           | マニアさんたち                                  |
| 403 | 1月16日  | 大新年会SP延長戦!                    | マニアさんたち                                  |
| 404 | 1月23日  | 冬サウナの世界                       | 勝俣瞬馬 上野勇希 MAO 小嶋斗偉                  |
| 405 | 1月30日  | 日本刀の世界                         | ポール・マーティン トゥミ・グレンデル・マーカン |
| 405 | 1月30日  | スピーカーの世界                     | 飯田有抄                                        |
| 406 | 2月6日   | あんかけ焼きそばの世界               | 小野瀬雅生                                      |
| 406 | 2月6日   | オーダーメード間取りの世界           | タブチキヨシ                                    |
| 407 | 2月13日  | 町中華オムライスの世界               | 串谷ミキヲ                                      |
| 407 | 2月13日  | 泊まれる文化財の世界                 | 吉宮晴紀 門上正樹                               |
| 408 | 2月20日  | 昭和歌謡の世界                       | JUJU                                            |
| 409 | 2月27日  | 火鍋の世界                           | 佐藤貴子                                        |
| 409 | 2月27日  | 腹筋女子の世界                       | 澤田めぐみ                                      |
| 410 | 3月5日   | 塩ラーメンの世界                     | 藤野弘行                                        |
| 411 | 3月12日  | 京都パンの世界                       | 田村泰雅 ごんちゃん                             |
| 411 | 3月12日  | 音採取の世界                         | 菅原宏之                                        |
| 412 | 3月19日  | ブロッコリーの世界                   | 土田龍之介                                      |
| 412 | 3月19日  | かゆみの世界                         | 髙森建二                                        |
| 413 | 4月2日   | アニメ聖地巡礼の世界                 | 鯛 刑部慶太郎 軟軟冰 夷 中村花音                |
| 413 | 4月2日   | 春の離島の世界                       | 山岡成俊 こにしけい たきざわしょうたろう        |
| 414 | 4月9日   | カプセルホテルの世界                 | 井田美彦                                        |
| 414 | 4月9日   | 切手の世界                           | 山内和彦 板橋祐己                               |
| 415 | 4月16日  | 海外ディズニーリゾートの世界         | 浅倉大介                                        |
| 416 | 4月23日  | おにぎりの世界                       | 大塚正樹                                        |
| 416 | 4月23日  | 鉄塔の世界                           | 加賀谷奏子                                      |
| 417 | 4月30日  | ドレッシングの世界                   | 北村百合子                                      |
| 418 | 5月7日   | 町のお弁当屋さんの世界               | 石川聡                                          |
| 418 | 5月7日   | メリーゴーランドの世界               | 369days                                         |
| 419 | 5月14日  | 厚焼きホットケーキの世界             | 高見澤彩加                                      |
| 419 | 5月14日  | 盛り髪の世界                         | マチャコ⭐︎ MOEKA                                |
| 420 | 5月21日  | レタスの世界                         | 針生信洋                                        |
| 420 | 5月21日  | じゃがいもの世界                     | 中村剛                                          |
| 421 | 5月28日  | VFXの世界                            | 山崎貴                                          |
| 422 | 6月4日   | 進化が止まらない文房具の世界         | 石津大                                          |
| 422 | 6月4日   | 国産ニンニクの世界                   | 中山治伸 中山育子                               |
| 423 | 6月11日  | 食欲の世界                           | 櫻井武                                          |
| 423 | 6月11日  | 指紋の世界                           | 齋藤保 齋藤健吾                                 |
| 424 | 6月18日  | グルメ工場見学の世界                 | 丹羽桃子                                        |
| 424 | 6月18日  | 国産トロピカルフルーツの世界         | 蟹江侑生                                        |
| 425 | 6月25日  | 西荻窪の世界                         | ファーラー・ジェームズ 下岡凪子                 |
| 425 | 6月25日  | 銀座ランチの世界                     | 金田知樹                                        |
| 426 | 7月2日   | お茶漬けの世界                       | もちづきもちこ すみれ                           |
| 426 | 7月2日   | サンゴの世界                         | 高倉葉太                                        |
| 427 | 7月9日   | 家事代行サービスの世界               | 石田美穂 永井玲子 深沢周代                      |
| 428 | 7月16日  | カツカレーの世界                     | 一条もんこ                                      |
| 429 | 7月23日  | マツコの知らないソフトクリームの世界 | 高久早苗                                        |
| 429 | 7月23日  | 日傘の世界                           | 土屋博勇喜                                      |
| 430 | 7月30日  | デスクトップミュージックの世界       | 原口沙輔                                        |
| 430 | 7月30日  | ドローン撮影の世界                   | とまこ                                          |
| 431 | 8月6日   | アイスの世界                         | アイスマン福留                                  |
| 432 | 8月13日  | 国産トウモロコシの世界               | 折井祐介 柳沢卓矢                               |
| 432 | 8月13日  | よさこいの世界                       | 川竹大輔 沖本愛子                               |
| 433 | 8月20日  | かるた甲子園の世界                   | 矢島聖蘭 伊津野弘 小西美彩子                    |
| 433 | 8月20日  | 高校生マーチングバンドの世界         | コバにゃん                                      |
| 434 | 8月27日  | インドカレーの世界                   | 八木雄建                                        |
| 434 | 8月27日  | 観光トンネルの世界                   | 花田欣也                                        |
| 435 | 9月3日   | ミニチュアの世界                     | Mozu                                            |
| 436 | 9月10日  | 金 ゴールドの世界                    | 加藤英一郎                                      |
| 437 | 9月17日  | マーラータンの世界                   | 本多政子                                        |
| 437 | 9月17日  | 大学応援団の世界                     | 園木俊成 園木貴宏                               |
| 438 | 9月24日  | フライドポテトの世界                 | ポテトマン ポテ子                               |
| 438 | 9月24日  | ブレイキンの世界                     | Shigekix                                        |
| 439 | 10月8日  | 道の駅の世界                         | 平賀由希子 佐々木康                             |
| 440 | 10月15日 | ローカルコンビニの世界               | 渡辺瑛都                                        |
| 440 | 10月15日 | クレーンゲームの世界                 | 小山佳一                                        |
| 441 | 10月22日 | 伝統野菜の世界                       | 緒方湊                                          |
| 441 | 10月22日 | 宇宙進出の世界                       | 髙原大雅                                        |
| 442 | 10月29日 | 北関東スーパーの世界                 | スギアカツキ                                    |
| 443 | 11月5日  | 防災グッズの世界                     | 高荷智也 今泉マユ子 奥村奈津美                  |
| 444 | 11月12日 | 日本真珠の世界                       | 塗野聖一 パウラ・ガンカイコ                     |
| 444 | 11月12日 | ガテン系ファッションの世界           | 忰山舞 可児貢一朗                               |
| 445 | 11月19日 | メンチカツの世界                     | 千葉祐士                                        |
| 445 | 11月19日 | ビル風の世界                         | 義江龍一郎 立花卓巳                             |
| 446 | 11月26日 | 時刻表の世界                         | 鈴木哲也 鈴木健生                               |
| 446 | 11月26日 | 駅弁の世界                           | 櫻井寛                                          |
| 447 | 12月3日  | ふるさと納税の世界                   | 甲斐政浩                                        |
| 447 | 12月3日  | 銀座ショーウインドウの世界           | 持木慎子                                        |
| 448 | 12月10日 | たまごサンドの世界                   | 小橋敬太                                        |
| 448 | 12月10日 | コスプレビジネスの世界               | 有川麗華                                        |
| 449 | 12月17日 | ヤンキーラーメンの世界               | SUSURU                                          |
| 450 | 12月24日 | からあげの世界                       | 有野いく                                        |
| 450 | 12月24日 | サモエドの世界                       | 桐山俊克 桐山圭子                               |

#### 2025年
| 回  | 放送日  | 企画                                                   | ゲスト                                                |
| --- | ------- | ------------------------------------------------------ | ----------------------------------------------------- |
| 451 | 1月3日  | カバーソング&歌ってみたの世界 スーパーアスリートの世界 | Ado 冨田明宏 荻野目洋子 織田裕二                      |
| 452 | 1月14日 | カバーソング&歌ってみたの世界 スーパーアスリートの世界 | Ado 冨田明宏 荻野目洋子 織田裕二                      |
| 453 | 1月21日 | 春巻の世界                                             | 久松知博                                              |
| 453 | 1月21日 | 電気風呂の世界                                         | けんちん 和田優人                                     |
| 454 | 1月28日 | チェーン店モーニングの世界                             | 大木奈ハル子                                          |
| 454 | 1月28日 | 絵地図の世界                                           | 益田啓一郎                                            |
| 455 | 2月4日  | 国内フェリーの世界                                     | 吉澤慶子                                              |
| 455 | 2月4日  | 穴場夜景の世界                                         | 縄手真人                                              |
| 456 | 2月11日 | ソフビの世界                                           | 真実一郎 親方                                         |
| 456 | 2月11日 | 日本語ラップの世界                                     | 剣多 DJ KILATO                                        |
| 457 | 2月18日 | チャーハンの世界                                       | 葛飾炒飯 ぺーいち                                     |
| 457 | 2月18日 | 巨木の世界                                             | 小山洋二                                              |
| 458 | 2月25日 | グラタンの世界                                         | ジョーさん。 東山広樹                                 |
| 459 | 3月4日  | 美肌温泉の世界                                         | 植竹深雪                                              |
| 459 | 3月4日  | 地価の世界                                             | 泰道征憲 中瀬桃太郎                                   |
| 460 | 3月11日 | 国産タケノコの世界                                     | 山本由人 山本忍                                       |
| 460 | 3月11日 | つぼみの世界                                           | 櫻井健太                                              |
| 461 | 3月25日 | いちごの世界                                           | Master Berry                                          |
| 461 | 3月25日 | 大葉の世界                                             | 佐藤光                                                |
| 462 | 4月1日  | 40代からの婚活の世界                                   | 植草美幸 植草れいあ                                   |
| 462 | 4月1日  | 吉原遊郭の世界                                         | 安原眞琴 有澤真理                                     |
| 463 | 4月8日  | 学校給食の世界                                         | 松丸奨                                                |
| 463 | 4月8日  | かまぼこの世界                                         | 正田智香                                              |
| 464 | 4月15日 | クレープの世界                                         | ゆたか ぴーちゃん                                     |
| 464 | 4月15日 | インソールの世界                                       | 佐藤靖青                                              |
| 465 | 4月22日 | ラーメン最強麺の世界                                   | 藤野弘行                                              |
| 466 | 4月29日 | バリスタコーヒーの世界                                 | 小澤俊介 中楯聡                                       |
| 466 | 4月29日 | 日本刀の世界                                           | コンビポール・マーティン トゥミ・グレンデル・マーカン |
| 467 | 5月6日  | ローカル飲食チェーン店の世界                           | BUBBLE-B                                              |
| 467 | 5月6日  | ヴィンテージマンションの世界                           | haco                                                  |
| 468 | 5月13日 | モーションキャプチャーの世界                           | 古賀亘                                                |
| 468 | 5月13日 | 紙の世界                                               | 津田淳子                                              |
| 469 | 5月20日 | 角打ちの世界                                           | 塩見なゆ                                              |
| 470 | 5月27日 | 熱海の世界                                             | 高須賀哲 高須賀絢香                                   |
| 470 | 5月27日 | 看板猫の世界                                           | 逸見チエコ                                            |
| 471 | 6月3日  | 水餃子の世界                                           | Nayu Kenshin                                          |
| 471 | 6月3日  | ピンクの世界                                           | 菜実子 はねP                                          |
| 472 | 6月10日 | サンドイッチの世界                                     | 福地寧子                                              |
| 473 | 6月17日 | 刺繍の世界                                             | 洋輔                                                  |
| 473 | 6月17日 | 女子相撲の世界                                         | 長谷川理央                                            |
| 474 | 6月24日 | 大宮の世界                                             | 星野邦敏 大胡由紀 山田里江                            |
| 475 | 7月1日  | 立ち食いそば店カレーの世界                             | 中澤星児                                              |
| 475 | 7月1日  | 体感時間の世界                                         | 一川誠                                                |
| 476 | 7月8日  | 30代からの婚活の世界                                   | 植草美幸 植草れいあ                                   |
| 477 | 7月15日 | 路面電車の世界                                         | 堀切邦生 髙橋健                                       |
| 477 | 7月15日 | 雲の世界                                               | 荒木健太郎                                            |
| 478 | 7月22日 | そうめん料理の世界                                     | 日坂春奈                                              |
| 478 | 7月22日 | 新・お化け屋敷の世界                                   | 大原絵理香                                            |
| 479 | 7月29日 | 日傘の世界                                             | 土屋博勇喜                                            |
| 479 | 7月29日 | プレミアリーグの世界                                   | 遠藤航 ベン・メイブリー                               |
| 480 | 8月5日  | 豪華客船の世界                                         | 上田寿美子                                            |
| 481 | 8月12日 | アニメ地巡礼の世界                                     | 鯛 軟軟冰 刑部慶太郎 夷 中村花音 モリー ショウ        |
| 482 | 8月19日 | YAZAWAごはんの世界                                     | ぎんちゃん エンジョイまめ                             |
| 483 | 8月26日 | 100m走の世界                                           | 織田裕二 サニブラウン・アブデル・ハキーム             |

### コラボレーション企画
| 放送日  | 企画                             | ゲスト   | 備考                        |
| ------- | -------------------------------- | -------- | --------------------------- |
| 4月17日 | 石井アナの世界                   | 石井亮次 | 「ゴゴスマ」の中で放送。    |
| 5月2日  | マツコの知らない世界×あさチャン! | 夏目三久 | 「あさチャン!」の中で放送。 |

## ネット局と放送時間

### 第1シリーズ（深夜番組時代）
| 放送対象地域   | 放送局                      | 系列    | 放送期間                                              | 放送日時                                                  |
| -------------- | --------------------------- | ------- | ----------------------------------------------------- | --------------------------------------------------------- |
| 関東広域圏     | TBSテレビ（TBS） （制作局） | TBS系列 | 2011年10月22日 - 2013年9月21日                        | 土曜 0:50 - 1:20（金曜深夜）                              |
| 静岡県         | 静岡放送（SBS）             | TBS系列 | 2011年10月29日 - 2013年9月21日                        | 土曜 0:50 - 1:20（金曜深夜）                              |
| 中京広域圏     | 中部日本放送（CBC）         | TBS系列 | 2011年10月28日 - 2013年10月1日                        | 火曜 23:58 - 翌0:28                                       |
| 北海道         | 北海道放送（HBC）           | TBS系列 | 2011年10月29日 - 2013年10月3日                        | 木曜 23:58 - 翌0:28                                       |
| 近畿広域圏     | 毎日放送（MBS）             | TBS系列 | 2011年11月2日 - 2013年10月5日                         | 土曜 0:59 - 1:29（金曜深夜）                              |
| 青森県         | 青森テレビ（ATV）           | TBS系列 | 2011年11月3日 - 2013年10月3日                         | 木曜 0:33 - 1:03（水曜深夜）                              |
| 長野県         | 信越放送（SBC）             | TBS系列 | 2011年11月3日 - 2013年10月3日                         | 木曜 0:58 - 1:28（水曜深夜）                              |
| 福岡県         | RKB毎日放送（RKB）          | TBS系列 | 2011年11月4日 - 2013年10月8日                         | 火曜 23:58 - 翌0:28                                       |
| 鹿児島県       | 南日本放送（MBC）           | TBS系列 | 2011年11月4日 - 2013年10月9日                         | 水曜 0:40 - 1:10（火曜深夜）                              |
| 宮城県         | 東北放送（TBC）             | TBS系列 | 2011年11月5日 - 2013年10月5日                         | 土曜 0:35 - 1:05（金曜深夜）                              |
| 福島県         | テレビユー福島（TUF）       | TBS系列 | 2012年1月26日 - 2013年10月3日                         | 木曜 23:58 - 翌0:28                                       |
| 石川県         | 北陸放送（MRO）             | TBS系列 | 2012年8月16日 - 2013年10月3日                         | 木曜 1:03 - 1:33（水曜深夜）                              |
| 長崎県         | 長崎放送（NBC）             | TBS系列 | 2012年10月10日 - 2013年10月17日                       | 木曜 0:58 - 1:28（水曜深夜）                              |
| 鳥取県・島根県 | 山陰放送（BSS）             | TBS系列 | 2013年2月19日 - 10月1日 2013年11月4日 - 12月30日      | 火曜 1:25 - 1:55（月曜深夜） 月曜 23:57 - 翌0:27          |
| 岡山県・香川県 | 山陽放送（RSK）             | TBS系列 | 2013年5月1日 - 10月23日 2013年11月5日 - 2014年1月14日 | 水曜 0:23 - 0:53（火曜深夜） 水曜 0:28 - 0:58（火曜深夜） |
| 広島県         | 中国放送（RCC）             | TBS系列 | 2013年4月24日 - 2014年7月8日                          | 火曜 23:53 - 翌0:23                                       |
| 熊本県         | 熊本放送（RKK）             | TBS系列 | 2013年5月11日 - 2014年11月8日                         | 木曜 0:43 - 1:13（水曜深夜）                              |
| 岩手県         | IBC岩手放送（IBC）          | TBS系列 | 2013年10月17日 - 2014年6月26日                        | 木曜 0:41 - 1:11（水曜深夜）                              |

単発・不定期放送
| 放送対象地域 | 放送局            | 系列    | 初回放送日    | 備考                                                                                |
| ------------ | ----------------- | ------- | ------------- | ----------------------------------------------------------------------------------- |
| 山梨県       | テレビ山梨（UTY） | TBS系列 | 2013年10月7日 | 10月7日 - 10日(10:55 - 11:25)に11、42、56、76回目を放送。以後、未明帯に不定期放送。 |

備考
1. ↑  2012年4月までは土曜 0:20 - 0:50（金曜深夜）、同年10月までは『ごぶごぶ』と入れ替わる形で、土曜 1:20 - 1:50（金曜深夜）に放送。2013年1月からは『有吉ジャポン』と入れ替わる形で放送。
2. ↑  2013年4月18日からの放送日時。2012年4月〜6月までは火曜 0:56 - 1:26（月曜深夜）、2011年10月〜2012年3月・2012年7月〜12月は土曜 0:20 - 0:51（金曜深夜、7日遅れ）、2013年1月〜3月までは水曜 0:20 - 0:51（火曜深夜）に放送。
3. ↑  2012年3月までは水曜 0:25 - 0:55（火曜深夜）、2012年4月から同年12月までは土曜 1:30 - 2:00（金曜深夜）。2013年1月から同年3月までは不定期となり、主に週末午後に放送されていた（曜日・時刻は毎回バラバラで、放送時に次回の放送日時が表示された）。2013年春からは一転して、週末午後や平日未明帯に過去の再放送や、過去の未放送分の放送が月2～3回程度のペースで行われていた。2016年現在でも、スポーツ中継などの穴埋め番組として、深夜時代の番組がたびたび再放送されている。
4. ↑  2013年3月までは木曜 0:25 - 0:55（水曜深夜）。
5. ↑  2013年3月までは木曜 0:55 - 1:25（水曜深夜）。
6. ↑  2013年4月24日からの放送日時。2012年3月までは金曜 0:20 - 0:50（木曜深夜）。2013年3月までは月曜 23:50 - 翌0:20、同年4月16日までは月曜 23:58 - 翌0:28に放送。
7. ↑  2013年6月からの放送日時。2012年4月6日までは金曜 0:10 - 0:40（木曜深夜）、2012年10月までは木曜 1:10 - 1:40（水曜深夜）、2013年1月までは木曜1:20 - 1:50（水曜深夜）。その後、放送日時が何度か変更されている。
8. ↑  24、33、62回目は未放送（ただし、62回目は後日単発放送された）。
9. ↑  2013年3月までは23:50 - 翌0:20。
10. ↑  2013年3月までは木曜 0:55 - 1:25。
11. ↑  2011年11月2日 - 2012年4月12日の間も放送されていた。同年10月4日（23:50 - 翌0:20）に38回目（ボディビルの世界・前編）を単発で放送した後、39回目（ボディビルの世界・後編）よりレギュラー放送再開。2013年3月までは木曜 0:50 - 1:20（水曜深夜）。最終回SPのみ10月17日の23:58 - 翌0:58に放送。
12. ↑  未放送回を放送。
13. ↑  2011年10月29日 - 2012年3月27日の間も放送されていた。その後、53回目（ダムの世界）を単発放送。最終回後、2013年11月6日から『マツコの日本ボカシ話』を放送する予定であったが、番組休止（→打ち切りによる終了）のため、未放送回などを含めて放送。
14. ↑  2014年3月までは水曜 0:28 - 0:58（火曜深夜）。
15. ↑  2013年4月に単発放送後、65回目（全部未公開 まだまだとまらない物欲SP）よりレギュラー化。放送順ではなく、ランダムに放映しているため、遅れは一定していなかった。81回目（辞書の世界）を最後に、以降の深夜版は放送されていない（一部未放送の回あり）。
16. ↑  2014年4月5日までは土曜 0:30 - 1:00（金曜深夜。同年4月16日は0:45 - 1:15）。
17. ↑  2011年11月3日 - 2012年9月27日の間も同時間帯で放送されていた。不定期に数回放送後、76回目（ナポリタンの世界）より放送再開（本来は『マツコの日本ボカシ話』（IBCテレビのタイムテーブルでの表示は『マツコと某OO氏』（マツコとぼうまるまるし）であった）の開始を予定していた）。ただし、2013年9月21日の最終回SPは同時ネットで放送。82回目（辞書の世界）まで順に放送した後、未放送回をランダムに放映（52回目は未放送）。
18. ↑  2014年3月までは23:58 - 翌0:28。

### 過去のネット局
| 放送対象地域 | 放送局                    | 系列    | 放送期間                       | 放送日時                     |
| ------------ | ------------------------- | ------- | ------------------------------ | ---------------------------- |
| 山口県       | テレビ山口（tys）         | TBS系列 | 2011年11月2日 - 2013年4月19日  | 不定                         |
| 富山県       | チューリップテレビ（TUT） | TBS系列 | 2011年11月5日 - 2013年10月26日 | 土曜 0:15 - 0:45（金曜深夜） |

備考
1. ↑  2012年6月20日までは定期放送されていた。2012年7月-9月は月に2～3回程度での放送となり、2012年10月-2013年2月は放送されず、2013年3月より放送を再開。打ち切り後も不定期に放送。
2. ↑  2012年9月までは木曜 0:50 - 1:20（水曜深夜）。2013年3月以降は火曜未明（月曜深夜）に放送。その後、金曜未明（木曜深夜）へ枠移動した。

### 第2シリーズ（ゴールデンタイム時代）
| 放送対象地域   | 放送局                    | 系列    | 放送日時                                | 備考       |
| -------------- | ------------------------- | ------- | --------------------------------------- | ---------- |
| 関東広域圏     | TBSテレビ（TBS）          | TBS系列 | 火曜 21:00 - 21:54 ↓ 火曜 20:57 - 22:00 | 制作局     |
| 北海道         | 北海道放送（HBC）         | TBS系列 | 火曜 21:00 - 21:54 ↓ 火曜 20:57 - 22:00 | 同時ネット |
| 青森県         | 青森テレビ（ATV）         | TBS系列 | 火曜 21:00 - 21:54 ↓ 火曜 20:57 - 22:00 | 同時ネット |
| 岩手県         | IBC岩手放送（IBC）        | TBS系列 | 火曜 21:00 - 21:54 ↓ 火曜 20:57 - 22:00 | 同時ネット |
| 宮城県         | 東北放送（tbc）           | TBS系列 | 火曜 21:00 - 21:54 ↓ 火曜 20:57 - 22:00 | 同時ネット |
| 山形県         | テレビユー山形（TUY）     | TBS系列 | 火曜 21:00 - 21:54 ↓ 火曜 20:57 - 22:00 | 同時ネット |
| 福島県         | テレビユー福島（TUF）     | TBS系列 | 火曜 21:00 - 21:54 ↓ 火曜 20:57 - 22:00 | 同時ネット |
| 山梨県         | テレビ山梨（UTY）         | TBS系列 | 火曜 21:00 - 21:54 ↓ 火曜 20:57 - 22:00 | 同時ネット |
| 新潟県         | 新潟放送（BSN）           | TBS系列 | 火曜 21:00 - 21:54 ↓ 火曜 20:57 - 22:00 | 同時ネット |
| 長野県         | 信越放送（SBC）           | TBS系列 | 火曜 21:00 - 21:54 ↓ 火曜 20:57 - 22:00 | 同時ネット |
| 静岡県         | 静岡放送（SBS）           | TBS系列 | 火曜 21:00 - 21:54 ↓ 火曜 20:57 - 22:00 | 同時ネット |
| 富山県         | チューリップテレビ（TUT） | TBS系列 | 火曜 21:00 - 21:54 ↓ 火曜 20:57 - 22:00 | 同時ネット |
| 石川県         | 北陸放送（MRO）           | TBS系列 | 火曜 21:00 - 21:54 ↓ 火曜 20:57 - 22:00 | 同時ネット |
| 中京広域圏     | CBCテレビ（CBC）          | TBS系列 | 火曜 21:00 - 21:54 ↓ 火曜 20:57 - 22:00 | 同時ネット |
| 近畿広域圏     | 毎日放送（MBS）           | TBS系列 | 火曜 21:00 - 21:54 ↓ 火曜 20:57 - 22:00 | 同時ネット |
| 鳥取県・島根県 | 山陰放送（BSS）           | TBS系列 | 火曜 21:00 - 21:54 ↓ 火曜 20:57 - 22:00 | 同時ネット |
| 岡山県・香川県 | RSK山陽放送（RSK）        | TBS系列 | 火曜 21:00 - 21:54 ↓ 火曜 20:57 - 22:00 | 同時ネット |
| 広島県         | 中国放送（RCC）           | TBS系列 | 火曜 21:00 - 21:54 ↓ 火曜 20:57 - 22:00 | 同時ネット |
| 山口県         | テレビ山口（tys）         | TBS系列 | 火曜 21:00 - 21:54 ↓ 火曜 20:57 - 22:00 | 同時ネット |
| 愛媛県         | あいテレビ（itv）         | TBS系列 | 火曜 21:00 - 21:54 ↓ 火曜 20:57 - 22:00 | 同時ネット |
| 高知県         | テレビ高知（KUTV）        | TBS系列 | 火曜 21:00 - 21:54 ↓ 火曜 20:57 - 22:00 | 同時ネット |
| 福岡県         | RKB毎日放送（RKB）        | TBS系列 | 火曜 21:00 - 21:54 ↓ 火曜 20:57 - 22:00 | 同時ネット |
| 長崎県         | 長崎放送（NBC）           | TBS系列 | 火曜 21:00 - 21:54 ↓ 火曜 20:57 - 22:00 | 同時ネット |
| 熊本県         | 熊本放送（RKK）           | TBS系列 | 火曜 21:00 - 21:54 ↓ 火曜 20:57 - 22:00 | 同時ネット |
| 大分県         | 大分放送（OBS）           | TBS系列 | 火曜 21:00 - 21:54 ↓ 火曜 20:57 - 22:00 | 同時ネット |
| 宮崎県         | 宮崎放送（mrt）           | TBS系列 | 火曜 21:00 - 21:54 ↓ 火曜 20:57 - 22:00 | 同時ネット |
| 鹿児島県       | 南日本放送（MBC）         | TBS系列 | 火曜 21:00 - 21:54 ↓ 火曜 20:57 - 22:00 | 同時ネット |
| 沖縄県         | 琉球放送（RBC）           | TBS系列 | 火曜 21:00 - 21:54 ↓ 火曜 20:57 - 22:00 | 同時ネット |

- 過去2度ゴールデン・プライムタイムで放送された2時間SPについても上記各局のみで同時ネットされた。

#### 単発・不定期放送
| 放送対象地域 | 放送局          | 系列                          | 備考       |
| ------------ | --------------- | ----------------------------- | ---------- |
| 秋田県       | 秋田放送（ABS） | 日本テレビ系列                | [ 注 119 ] |
| 福井県       | 福井放送（FBC） | 日本テレビ系列 テレビ朝日系列 |            |

#### ネット配信
| 配信元 | 更新日時            | 備考                                         |
| ------ | ------------------- | -------------------------------------------- |
| Paravi | 毎週火曜 22:00 更新 | サブスクリプション方式、原則毎週最新話が追加 |
| TVer   | 毎週火曜 22:00 更新 | 最新話限定で無料配信                         |
| GYAO!  | 毎週木曜 16:00 更新 | 最新話限定で無料配信                         |

### 変遷
| 期間       | 期間       | 放送曜日             | 放送時間（日本時間）  |
| ---------- | ---------- | -------------------- | --------------------- |
| 2011.10.22 | 2013.09.21 | 土曜日（金曜日深夜） | 00:50 - 01:20（30分） |
| 2014.10.14 | 2016.03.15 | 火曜日               | 21:00 - 21:54（54分） |
| 2016.04.12 | 現在       | 火曜日               | 20:57 - 22:00（63分） |

## スタッフ

### ゴールデンタイム時代・2025年7月以降
- 構成：桜井慎一、町山広美、木南広明、成瀬正人、西村耕平、小山賢太郎、狩野孝彦、高倉俊祐【毎週】、八代丈寛、佐藤大地【不定期】（高倉→一時離脱 → 復帰）
- ナレーション：玄田哲章
- リサーチ：フォーミュレーション
- TM：中村全希（TBSテレビ）
- TD：遠藤貴史、佐藤光一、荒井隆之（荒井→以前はカメラ → 一時離脱 → 復帰）【週替り】
- TD/カメラ：鈴木貴雄、鈴木菜奈【週替り、回によって異なる】
- カメラ：北松拓巳、宮原里瑛、中村年正、渡邉鉱也【週替り】
- VE：下斗米孝仁、池田麻鈴、杉崎彩瑛、北澤希美【週替り】
- 音声：深田瑠美子、斉藤宏司、宮田佳奈子、長井愛美、菊哲也、清水昭人（清水→一時離脱 → 復帰）【週替り】
- 照明：木戸昭彦、大村泰一【週替り】
- CG：森三平
- イラスト：中村サトル【毎週】、さえきけんすけ、岩垣孝幸【不定期】
- 編集：山本研、八木宏樹
- MA：新田領、石附沙彩
- 音効：福永真弓（FREEDOM OF ZACK）
- 美術プロデューサー：高松浩則（TBSテレビ）
- 美術デザイン：岩井愛（以前は美術制作 → 一時離脱）
- 美術ディレクター：浅野美幸、髙岸夕葵（共に一時離脱 → 復帰）、髙山彩佳【週替り】
- 装置：武井恵美
- 操作：石川大輔
- 装飾：川原栄一
- 電飾：岩田苑子
- アクリル装飾：森美男
- 花装飾：吉冨(富)有沙（一時離脱→復帰）
- ヘアメイク：小川瑛未
- 消えもの：伊藤佳明、藤井玲子【週替り】
- 技術協力：EYEZEN、スウィッシュ・ジャパン、BULL BULL、アイゼン、ピースリー本舗、エキスプレス、タイムリー、オール・ビー・スタッフ、ブルブル、View、T・P・BRAlN、WlTH、池田屋、deep、松岡達也、ジャクス、なんてん社、プラス02、ディープ、活劇座、CRESCENT【週替り】
- 企画協力：チャッターボックス
- 編成：松本友香（2025年3月25日 -、TBSテレビ）
- 宣伝：田口悠・杉野千鶴（共にTBSテレビ）
- 配信：小森谷槙（TBSテレビ、2024年7月2日 -）
- TK：滝本優子
- デスク：大澤麻子
- AD：勝然文香、川村輝満恵【毎週】、大澤諒子、臼井綾華、髙木駿、遠山辰之真、絹川亜里紗、早川和香、伊藤梓紀、田中晃平、市川就人、岩田朱里、鈴木賢人、町田瑞岬、神谷倭士、鈴木双葉、飯田咲楽、井上瑞穂、大上倖生、宮澤由乃、山口潤、清水梨華子、手塚沙央理、飯嶌慶士、渡邉海、秋山千佳、秋山隼人、吉田敢音、宮澤由乃、戸田(島)史穏、橋川敬、石川まな、吉田健人、坂本詩恵、西川聡、加藤翔瑛、杉野美咲、森根小夏、田浦悠太郎、壱岐大吾、大野尋輝、岡島花保、堀岡凛太郎、渡邉羽音、宮田彩夏、橋川敬【週替り】
- ディレクター：杉本泰規、久保基樹、鈴木真仁（鈴木→以前はディレクター → 演出）、吉原崇弥、新宅未央・粕谷諒介・尾川徹・着本大貴（TBS SPARKLE）、高木佑・関根欧介（UNITED PRODUCTIONS、関根→以前はAD）、渡辺恭三、黒澤寛、笹尾充・保野祥子（SION）、吉田直也、村田遼、伊藤雄太、松本凌、依田菜月、田場亮耶、筧友秀、小南彰、鈴木良尚、遠藤徹（ダイジョブス）、松木秀祐、佐藤野枝、橋本伸行、及川貴之、蔡理皓、伊澤洋介、日向良夫、山本結城、東功一朗、牧田翔、飯塚翔、内田誠司、柏田雄二、田中雄大、石川由佳、田邊諒、渡辺剛、益田洋平、岡田純一、後閑雄介、岩田浩介、栗原利典、佐伯祐太、齋藤直人、山口潤（村田～依田・牧田・佐伯→以前はAD）【週替り】
- ディレクター・演出：雨宮佑介【週替り、回によって異なる】
- 演出：藤巻圭吾、小西憲太郎（TBS SPARKLE）、磯部修、麻生裕久、山口耕平・田中亮（SION）、横山健一（スクイズ）、勝俣晋（クリエイティブ30）、伊藤秀人、高橋敬治（藤巻・小西・田中→以前はディレクター）【週替り】
- 総合演出：冨田雅也（TBSテレビ、以前は演出 → ディレクター → 演出 → チーフディレクター）
- プロデューサー：加藤丈博・細谷知世（共にTBSテレビ、2023年4月4日 -、加藤→以前はAD → ディレクター → 編成 → 2020年10月6日のみ制作プロデューサー、細谷→以前はAD → ディレクター）、好田康智、大橋豪（UNITED PRODUCTIONS）【毎週】、林貴恵、荒井美妃（mellow life、以前はAP、一時離脱 → 復帰）、下條有紀、谷知明・大賀ゆかり・菅慶彦・長谷川浩平・森嶋正也・富田亜矢子・久川奈緒子（TBS SPARKLE）、上野浩幸、髙川浩子・本山麻美・田村裕行・石井一弘・山根知之（UNITED PRODUCTIONS）、菅沼明子・小原佑斗・大坪洸香（SION）、常深志乃、二瓶朱美、佐藤恵里、岡田良子、下村理紗、小笹美恵(恵美)、岡本計・貝瀬芳和（てっぱん）、遠藤英里、明田未妃、碓井里江子、武藤祐輝、廣瀬詩歩、木村文香、渡辺紘子、菅原真由美、三浦正幸、手塚沙央里（好田・林・下條・上野→以前はAP、加藤・細谷・森嶋・木村以外→以前は担当プロデューサー、常深→以前はAD、山根→以前はAD → ディレクター）【週替り】
- 制作プロデューサー：江藤俊久（TBSテレビ、2020年10月6日 -、以前はEP → CP）
- 制作協力：UNITED PRODUCTIONS（UNI→2019年8月5日 - ）、TBS SPARKLE（TBSスパ→2019年1月8日 - ）、SION、株式会社kimika（kim→2021年9月21日 - ）、クリーク・アンド・リバー社（2023年2月7日 - ）、てっぱん（2023年4月 - ）、テレバイダー（2024年10月 - ）【週替り】
- 制作：TBSテレビコンテンツ制作局バラエティ制作二部
- 製作著作：TBS

過去のスタッフ・ゴールデンタイム時代
- 構成：利光宏治、羽田正樹、嶋矢櫻
- リサーチ：ライダースオフィス
- TM：丹野至之・森享宏・小澤義春・荒木健一（荒木→一時離脱 → 復帰）・鈴木博之・高岡崇靖（全員TBSテレビ）
- TD：山田賢司、江浦友樹、渡邊岳之（渡邊 → 一時離脱 → 復帰）
- カメラ：依田純、佐藤雅之、佐藤明日香、愛川楓丈、高濱成生
- VE：姫野雅美、鈴木昭平、柿崎祐人、三上茉梨、長谷川雄祐、木野内洋、平子勝隆、綾織南海
- 音声：稲津貴之、小岩英樹、西偲伸、松浦絵理、井上奈央子（井上 → 一時離脱 → 復帰）、石川日出雄、戸田直之
- 照明：公文大輔
- 編集：藤森智史、内海大助(介)、新部裕司
- 美術プロデューサー：山口智広・中西忠司・棚橋浩之・木村真梨子（全員TBSテレビ、木村→以前は美術デザイナー → 一時離脱）
- 美術デザイナー：芦田佳子、郭沫延
- 美術制作：五島章弘
- 操作：波田野満男
- 装飾：安藤豪
- 電飾：伊吹英之
- アクリル装飾：中村結香、大和田楓
- 花装飾：大迫晃
- ヘアメイク：遠藤敬(敏)子
- 技術協力：東京オフラインセンター
- 企画協力：ナチュラルエイト
- 編成：吉本香苗・中島啓介・田口健介・辻有一・寺田裕樹・宮崎真佐子・柳沢光一郎（柳沢→2022年1月18日 - 2023年6月）・パリーク亜門（パリーク→2023年7月11日 - 2024年6月）・川島優子（川島→以前はディレクター → プロデューサー → 一時離脱→復帰）・松本佳奈子（松本→2024年7月30日 - 2025年3月）・寺田淳史（寺田→2022年4月26日 - 2025年6月、以前はプロデューサー → 一時離脱）（全員TBSテレビ）
- 宣伝：小野明・内海朋美（内海→一時離脱 → 復帰）・小林久幸・橋本幸江（全員TBSテレビ）
- 配信：塩川篤史（2022年4月12日 - 2023年11月）、川村宗太（2023年12月5日 - 2024年4月）、新川康朗（2024年4月23日 - 6月）（全員TBSテレビ）
- AD：蓮見仁史・三谷彌姫【毎週】、中田桃子、川島圭太、平松ひとみ、原田翔太、岩川理笑、矢崎未夏、小田琴美、長櫓理恵、和田渚、東郷陽介、澤恭平、林千安来、岡田賢二、大原拓真、上山裕士、野中里緒、大澤祐一郎、小田琴美、足立あかり、大田翔子、藤田大樹、飯島史織、鈴木充昭(明)、花見良太、北島春奈、玉村真紀、関根日菜、佐井大紀、上野浩幸、河内亜依美、今澤心、木本洸寛、小川夏美、斉藤正直、野中聡介、橘穂乃香、原田優、野田泉歩、荒木沙那、渡辺晃介、元川航弥、中峰梓、名護谷瑞貴、松原未琴、安西聖也、鈴木風香、近藤美穂、那須快成、三谷奈央、東郷亮佑、小野寺忠貴、兒玉佳純、尾身龍実、梅津美夕、戸村光来、黒木英紀、松尾俊哉、生出七海、池田恭久、田村美咲、須本綾乃、高瀬瑞乃、松田恭輔、狐崎海、佐久間雅貴、名取良馬、長谷川和音、阿部楓、古川未来、平松勇紀、亀卦川采音、島田琉菜、吉田奈穂、須本綾乃、松田朋也、丸山莉世、吉田宗真、加賀瑞季、大坪洸香、木村涼乃、斎木菜々子、川端亮祐、田中想人、名嘉山竜乃介、原口虹架、鴨下夕里奈、西田耀、鈴木千賀、野口聖太、根元祐成、齋藤はな、中込里穂、堂本恭平、柴藤将仁、川畑真之介、小泉弥絋、鈴木智理、糸井優和、菅野綾香、新地祥太(大)、陳曉蔚、世羅匡央、坂本未来、吉岡莉穂、須本綾乃、原田歩実、水谷文香、町田萌々子、丸山穂乃花、本木下捺、布施磨依、山本紗菜、對中成葉（狐崎→以前は毎週AD）
- ディレクター：新保勝久、平野亮一・須藤駿・崎谷英蘭（TBSテレビ）、妹尾篤志、小林恵美、筏津英一、川崎敬、林浩平、佐藤秀樹、高橋悠美子、菅原朋子、野上貢、三谷三四郎、林田昌之、松延由子、吉田晃浩、新宮原敦・岩木伸次・野田裕司・宮口恵(景)子（TBS SPARKLE）、二神新、阿部秀紀、池山喜勇、萩原博喜、亀田剛、香西康位、日下真行、西村勇哉、温井里恵、有賀響平、杉井雄哉（崎谷・温井→以前はAD）
- 演出：平野彰子、青木達生（青木→以前はディレクター）、林博史（FOOLEN LARGE、以前は演出 → ディレクター）、伏貫健介、流郷敏隆、長井貴仁（TBS SPARKLE）、今村光宏（シオプロ、以前はディレクター → 一時離脱）
- チーフディレクター・演出：軸原資雄（TBSテレビ）【回によって異なる】
- AP：出浦寿恵、石郷岡真実子（TBS SPARKLE）、山本千穂、大谷真弓
- 担当プロデューサー：島田源太郎（UNITED PRODUCTIONS、一時離脱 → 復帰）、吉峰香美（TBS SPARKLE）、開発勇輔、鹿渡弘之（TBSテレビ、全員以前はプロデューサー、吉峰 → AP回あり）、久田誠司、吉村剛弘（TBS SPARKLE）
- マネージメントプロデューサー：西川永哲・稲見亜矢・篠塚純（全員TBSテレビ、篠塚→2020年10月6日まで）
- 総合演出：坂下勝己（以前は演出 → 総合演出 → チーフディレクター）・坂田栄治（共にTBSテレビ、坂田→以前は総合演出 → プロデューサー → 総合演出 → プロデューサー）
- プロデューサー：三島圭太（TBSテレビ）／酒井祐輔（TBSテレビ、以前は制作プロデューサー）、古川愛、上田淳也（TBSテレビ、上田→2020年10月6日 - 2022年3月、以前は編成 → 一時離脱）（毎週）
- 制作協力：Big Face

### 深夜番組時代
- ナレーション：荒川良々(SP版のみ)
- 構成：桜井慎一、利光宏治
- TM：金澤健一
- TD：山田賢司、荒木健一
- VE：藤本剛、下山剛司、佐藤公幸
- カメラ：依田純、渡邊岳之
- 音声：石堂遼子、山羽稔、田村真紀、高岡崇靖、小川貴裕、稲津貴之、松尾亮介、中村徳幸、戸田直之
- 照明：半田圭、木村郁恵、宮澤朗、山本和宏、出村紗江、佐々木秀仁、鈴木英敬
- 美術プロデューサー：山口智広
- デザイン：高松浩則
- 美術制作：五島章弘
- 音響効果：福永真弓
- CG：服部泰仁
- 編集：佐分利良規
- MA：斉藤冬彦、西尾綾子
- 技術協力：IMAGICA
- TK：野村佳乃子
- 編成：坂田栄治
- 宣伝：小林久幸
- デスク：大澤麻子
- Webデザイナー：後藤康
- Webディレクター：鈴木英美、西岡恒平
- AD：高橋毅、渡具知大輔、高木佑、佐藤亜沙美、桃原明子、市沢悠、木幡直樹、川島圭太
- AP：荒井美妃
- マネージメントプロデューサー：稲見さん（2012年5月4日までは、お母さん）
- ディレクター：大橋豪、新保勝久、岩波純、伊藤健司、磯部修、水野達也
- 演出：高岡滋紀
- プロデューサー：御法川隼斗
- 制作協力：Big Face
- 製作著作：TBS

過去のスタッフ・深夜番組時代
- チーフプロデューサー：合田隆信

## エンディング・テーマ
| # | 放送期間          | アーティスト・曲目                                             | 番組宣伝担当ガール |
| - | ----------------- | -------------------------------------------------------------- | ------------------ |
| 1 | 2012年3月まで     | 吉田山田「カケラ」                                             | 蒼山智美           |
| 2 | 2012年4月 - 6月   | 宮野真守「EGOISTIC」                                           | 石堂優紀           |
| 3 | 2012年7月 - 9月   | NIKIIE「Everytime」                                            | 神咲みゆ           |
| 4 | 2012年10月 - 12月 | 田村ゆかり feat. motsu from m.o.v.e 「パーティーは終わらない」 | 川又静香           |
| 5 | 2013年1月 - 3月   | 堂珍嘉邦「handle me right」                                    | 上杉智世           |
| 6 | 2013年4月 - 6月   | SHINee「Fire」                                                 | 日野礼香           |
| 7 | 2013年7月 - 9月   | ハナエ「恋は神聖ローマ」                                       | 水村リア           |

## DVD
2013年8月30日、ポニーキャニオンより2作同時発売。初回生産分のみマツコ・シール付。
- 『マツコの知らない世界 -極めすぎた男たち 篇-』
  - レゴ(R)ブロックの世界/三井淳平、佐川急便の世界/佐川急便イケメンドライバー、官僚の世界/岸博幸、戦場の世界/高部正樹、プロインタビュアーの世界 /吉田豪 を収録[646]。
  - 特典映像「マツコのもっと知らない戦場とレゴ(R)ブロックの世界」収録。
- 『マツコの知らない世界 -極めすぎた女たち 篇-』
  - ボディビルの世界/清水恵理子、間取りの世界/佐藤和歌子、路線バスの世界/宮津嶺、トイレの世界/白倉正子 を収録[646]。
  - 特典映像「マツコのもっと知らないトイレとボディビルの世界」収録。

## 受賞歴
- 放送批評懇談会 ギャラクシー賞2015年2月度月間賞
- 日本外航客船協会 クルーズ・オブ・ザ・イヤー特別賞（2016年7月26日放送「豪華客船の世界」）

## パロディ
- NHK総合『ニュース シブ5時』内にて、「マツオの知らない世界」のコーナーを放送。
- テレビ東京『妖怪ウォッチ』にて、「トムニャンの知らない世界大公開スペシャル」を2017年1月6日放送の90分拡大スペシャル（系列6局のみ）として放送した。
- テレビ愛知制作テレビ東京系列で放送の『乃木坂工事中』にて、川後陽菜をフィーチャーガールとして「カワゴしか知らないミスiDの世界」を2015年9月14日に放送された。

## 問題になった事例
- 2016年2月、ゲスト出演した元妻にテーマとは関係ない過去の離婚の経緯が放送され名誉を毀損されたとして、神奈川県内の男性が同年9月にTBSを提訴。TBSに慰謝料など1100万円の損害賠償を求めた。2017年4月、横浜地裁で和解が成立。TBSが番組ホームページにお詫びを掲載することが条件で、それ以外の和解内容は公表されていない[647]。
- 2017年7月9日、公式サイトで2016年10月18日放送回「号外の世界」で、出演者から預かっていた資料の一部を、番組の不注意で紛失していたことを報告した。すでに出演者とは和解しており、紛失した号外の捜索協力を呼びかけた[648]。